# Paul Verlaine
« Verlaine » redirige ici. Pour les autres significations, voir Verlaine (homonymie).
Paul Verlaine, né le 30 mars 1844 à Metz (Moselle) et mort le 8 janvier 1896 à Paris, est un écrivain et poète français.
Il s'essaie à la poésie et publie son premier recueil, Poèmes saturniens, à 22 ans. Sa vie est bouleversée quand il rencontre Arthur Rimbaud en septembre 1871. Leur vie amoureuse tumultueuse et errante en Angleterre et en Belgique débouche sur la scène violente où, à Bruxelles, Verlaine, d'un coup de revolver, blesse au poignet celui qu'il appelle son « époux infernal ». Jugé et condamné, il passe deux années en prison, renouant avec le catholicisme de son enfance et écrivant les poèmes des recueils Sagesse (1880), Jadis et Naguère (1884) et Parallèlement (1889). Usé par l'alcool et la maladie, Verlaine meurt à 51 ans, le 8 janvier 1896, d'une pneumonie aiguë.
Archétype du poète maudit (notion qu'il a lui-même forgée), Verlaine est reconnu comme un maître par la génération suivante. Son style — fait de musicalité et de fluidité jouant avec les rythmes impairs — et la tonalité de nombre de ses poèmes — associant mélancolie et clairs-obscurs — révèlent, au-delà de l'apparente simplicité formelle, une profonde sensibilité, en résonance avec l'inspiration de certains artistes contemporains, des peintres impressionnistes ou des compositeurs (tels Reynaldo Hahn, Gabriel Fauré, Charles Koechlin et Claude Debussy, qui mettront d'ailleurs en musique plusieurs de ses poèmes).

## Biographie

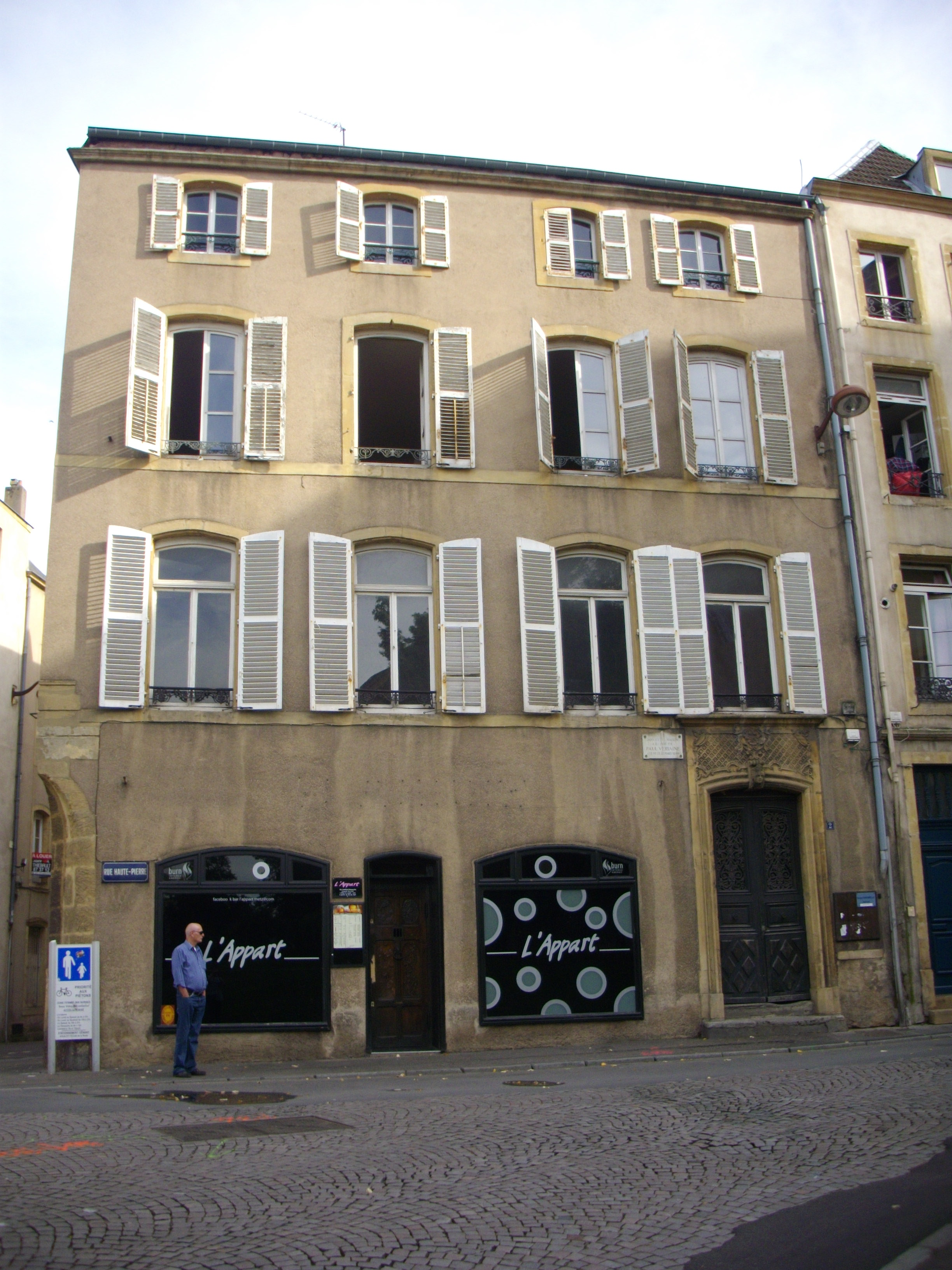
La maison natale de Paul Verlaine à Metz.

### Enfance
Après treize ans de mariage, Nicolas-Auguste Verlaine et son épouse Élisa-Stéphanie Dehée donnent naissance, le 30 mars 1844, au 2 rue de la Haute-Pierre, à Metz, à un fils qu'ils prénomment Paul-Marie en reconnaissance à la Vierge Marie pour cette naissance tardive, Élisa ayant fait auparavant trois fausses couches,. Catholiques, ils le font baptiser en l'église Notre-Dame de Metz. Paul restera le fils unique de cette famille de petite-bourgeoisie assez aisée qui élève aussi, depuis 1836, une cousine orpheline prénommée Élisa.
Son père, né à Bertrix (Belgique), militaire de carrière, atteint le grade de capitaine avant de démissionner de l'armée en 1851 : la famille Verlaine quitte alors Metz pour Paris, d’abord rue des Petites-Écuries, puis dans le quartier des Batignolles. Enfant aimé et plutôt appliqué, il est mis en pension à l'institution Landry, 32 rue Chaptal, les enfants pensionnaires à Landry suivent leurs cours au lycée Condorcet. Paul Verlaine devient un adolescent difficile, et obtient finalement son baccalauréat en 1862.

### Entrée dans la vie adulte

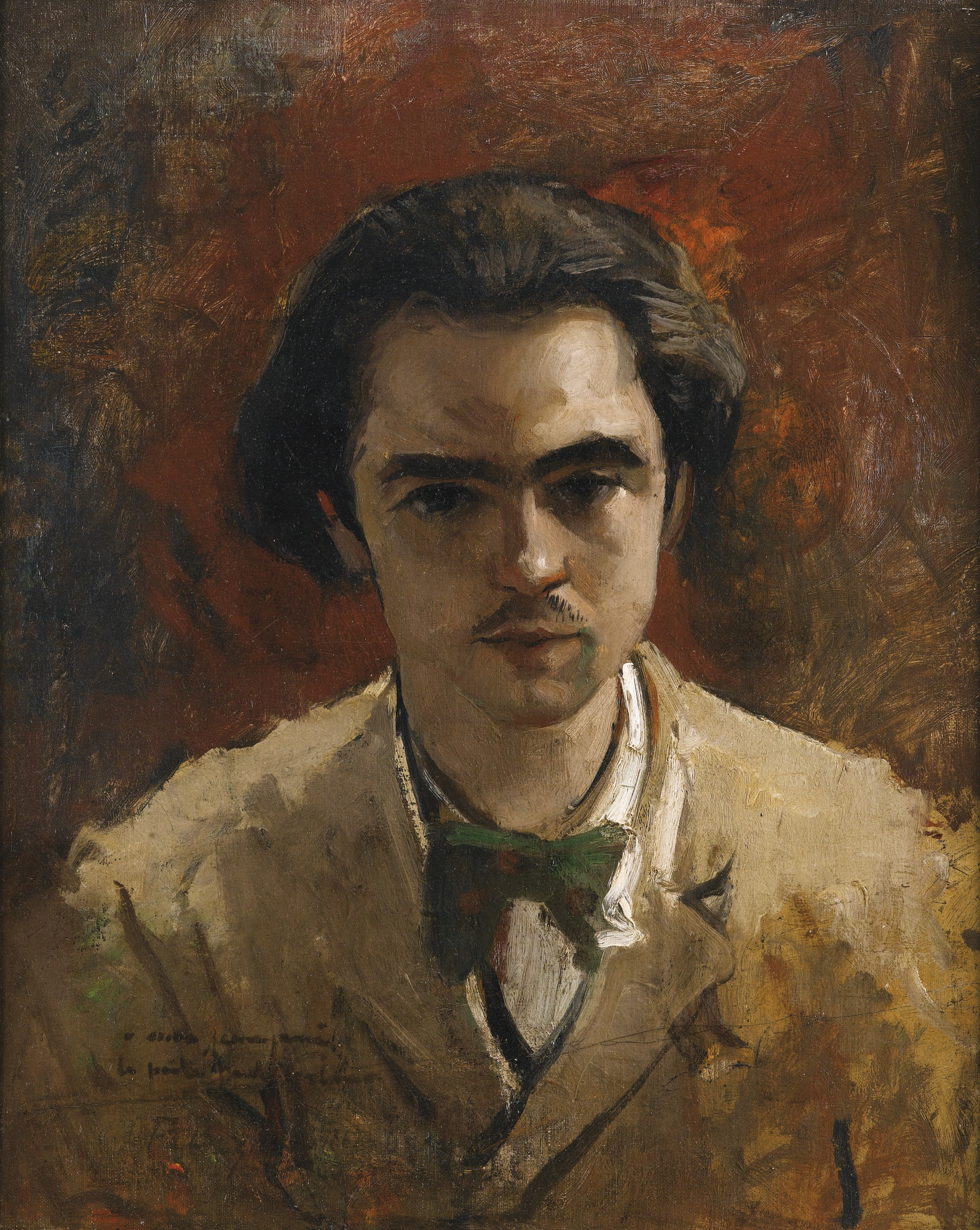
Frédéric Bazille, Paul Verlaine (1867), huile sur toile, annotée à mon cher ami le poète Paul Verlaine », localisation inconnue.

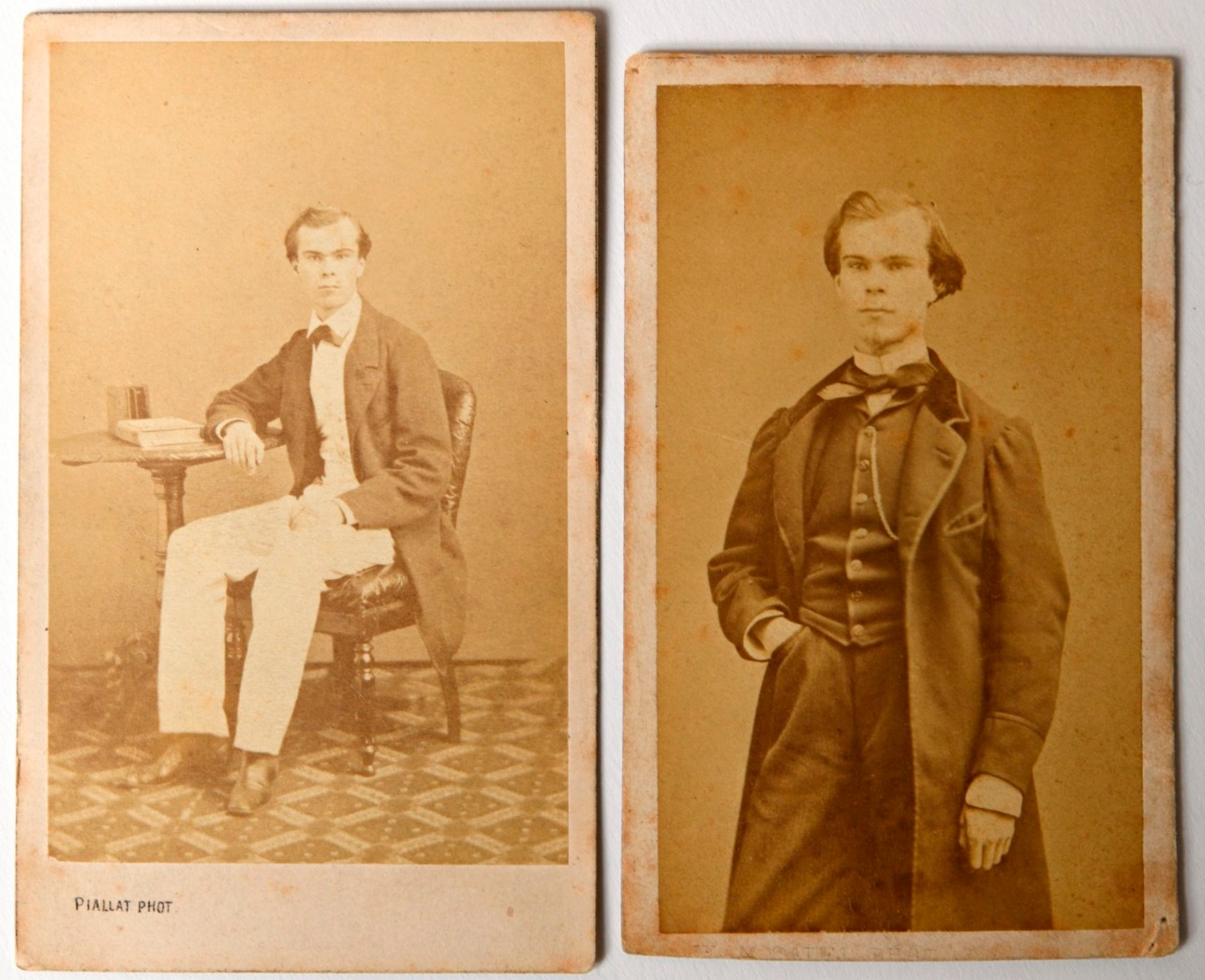
Photographies de Paul Verlaine jeune, entre 1860 et 1870.

C'est durant sa jeunesse qu'il s'essaie à la poésie. En effet, en 1860, la pension est pour lui source d'ennui et de dépaysement. Bachelier, il s'inscrit en faculté de droit, mais abandonne ses études, leur préférant la fréquentation des cafés et des cercles littéraires parisiens. Admirateur de Baudelaire, il se veut poète et, en août 1863, une revue publie son premier poème : Monsieur Prudhomme, portrait satirique du bourgeois qu'il reprendra dans son premier recueil. Il collabore au premier Parnasse contemporain et publie à 22 ans en 1866 les Poèmes saturniens qui traduisent l'influence de Baudelaire, mais aussi une musique personnelle orientée vers « la Sensation rendue ». En 1869, paraît le petit recueil Fêtes galantes, fantaisies inspirées par les toiles des peintres du XVIIIe siècle que le Louvre vient d'exposer dans de nouvelles salles. De 1869 à 1872, il se réunit régulièrement avec d’autres artistes adeptes du mouvement parnassien au sein du groupe nommé les Vilains Bonshommes.
Dans la même période, son père, inquiet de son avenir, le fait entrer en 1864 comme employé dans une compagnie d'assurance, puis, quelques mois plus tard, à la mairie du 9e arrondissement, puis à l'hôtel de ville de Paris. Il vit toujours chez ses parents et, après le décès du père en décembre 1865, chez sa mère avec laquelle il entretiendra une relation de proximité et de violence toute sa vie. Paul Verlaine est aussi très proche de sa chère cousine Élisa, orpheline recueillie dès 1836 et élevée par les Verlaine avec leur fils : il souhaitait secrètement l'épouser, mais elle se marie en 1861 avec un entrepreneur aisé (il possède une sucrerie dans le Nord) ce qui permettra à Élisa de l'aider à faire paraître son premier recueil (Poèmes saturniens, 1866). La mort en couches en 1867 de celle dont il restait amoureux le fait basculer un peu plus dans l'excès d'alcool qui le rend violent : il tente même plusieurs fois de tuer sa mère.
Celle-ci l'encourage à épouser Mathilde Sophie Marie Mauté (1853-1914) qu'un ami lui a fait rencontrer : il lui adresse des poèmes apaisés et affectueux qu'il reprendra en partie dans La Bonne Chanson, recueil publié le 12 juin 1870, mais mis en vente seulement l'année suivante, après la guerre et la Commune. Le mariage a lieu le 11 août 1870 (Paul a 26 ans et Mathilde 17) ; un enfant, Georges, naît le 30 octobre 1871.

### Le tumulte Rimbaud, puis le retour à la foi (1872-1875)

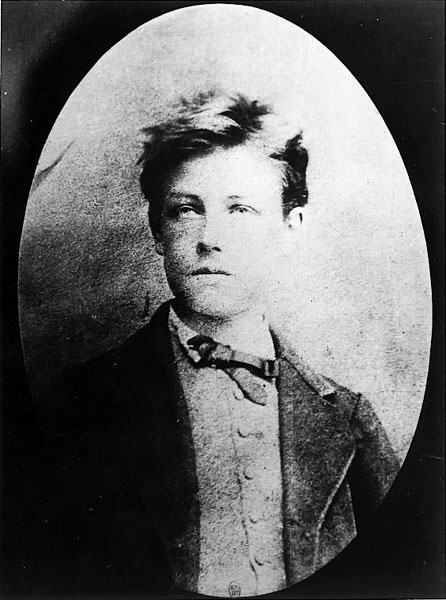
Étienne Carjat, Portrait d'Arthur Rimbaud (vers 1872).

Cependant la vie de Paul Verlaine se complique durant la période troublée de la guerre franco-prussienne et de la Commune de Paris que soutient le jeune poète. Pendant le siège de Paris par les Prussiens, il s'est engagé dans la Garde nationale sédentaire où il est de garde une nuit sur deux dans un secteur calme.
Pendant la Commune de Paris de 1871, partisan de la révolution, il accepte d'être chef du bureau de la presse à l'Hôtel de Ville. Le 31 août 1872, il sera condamné par contumace par le 4e conseil de guerre à la déportation en enceinte fortifiée et à la dégradation civique.
Il fuit Paris pour échapper à la répression versaillaise et est radié de l'administration.
Sa vie sans horizon devient tumultueuse après la rencontre en septembre 1871 d'Arthur Rimbaud — alors âgé de 16 ans — avec lequel il va vivre une relation amoureuse conflictuelle jusqu'en 1873, ruinant son mariage avec Mathilde qu'il frappe à plusieurs occasions après s'être saoulé à l'absinthe,. Mi-janvier 1872, c'est cette fois à son enfant, qu'il délaisse au demeurant totalement, qu'il s'en prend, l'arrachant des bras de sa mère pour le jeter au mur. Mathilde pousse alors un cri déchirant qui interpelle ses parents qui débarquent immédiatement dans la chambre. Paul est à genoux sur Mathilde et lui enserre le cou de toutes ses forces. Monsieur Mauté se saisit de lui et le remet d'un geste sur ses pieds. Sans demander son reste, Verlaine quitte alors la maison et ne reparaît pas, préférant aller loger chez sa mère. Mathilde demande la séparation et obtient gain de cause par jugement du Tribunal civil de la Seine rendu le 12 mai 1874 (le divorce sera prononcé le 9 février 1885 : la loi Naquet qui le rétablit date du 27 juillet 1884).
Paul Verlaine vit par intermittence avec Arthur Rimbaud : leur relation affichée fait scandale et la violence de Rimbaud crée aussi le tumulte dans le Cercle des poètes zutiques où Verlaine l'a introduit. Finalement, « le pauvre Lelian » (anagramme de Paul Verlaine), comme il se nomme lui-même, part pour Londres avec « l'époux infernal » en juillet 1872, sa femme rompant de fait définitivement avec lui. Victor Hugo, apprenant la nouvelle, s'apitoie : « Effroyable histoire de Paul Verlaine. Pauvre jeune femme ! Pauvre petit enfant ! Et lui-même, qu'il est à plaindre ! ».
Durant des mois de vie errante en Angleterre et en Belgique qui nourriront le recueil Romances sans paroles se succèdent séparation et retrouvailles avec Rimbaud et de tentatives de retour à sa famille où sa mère ne l'abandonne pas. L'épisode Rimbaud s'achève au cours d'une dispute le 10 juillet 1873 à Bruxelles, par les coups de revolver de poche Lefaucheux de Paul Verlaine qui, craignant de voir s'éloigner son amant, le blesse superficiellement au poignet gauche. Incarcéré le jour même dans un centre de détention provisoire, il est inculpé pour son geste et stigmatisé pour son homosexualité. Il est condamné à deux ans de prison le 8 août 1873, même si Rimbaud a retiré sa plainte, la pédérastie étant un élément aggravant. La sentence est confirmée en appel le 27 août 1873 et Verlaine est incarcéré à la prison de Bruxelles.

À la prison de Mons où il est transféré en octobre 1873, Verlaine — influencé par la vie de Benoît Labre, béatifié en 1860 — retrouve la foi catholique et écrit des poèmes qui prendront place dans ses derniers recueils Sagesse (1880), Jadis et Naguère (1884), Parallèlement (1889) et Invectives (1896), puis dans les Œuvres posthumes. La composition en prison de trente-deux poèmes (poésie naïve et savante teintée de lyrisme romantique, elle évoque sa crise d'identité), insérés dans ces recueils, est issue d'un manuscrit autographe datant de 1873-1875, intitulé Cellulairement, entré au musée des lettres et manuscrits depuis 2004 et classé trésor national depuis le 20 janvier 2005.

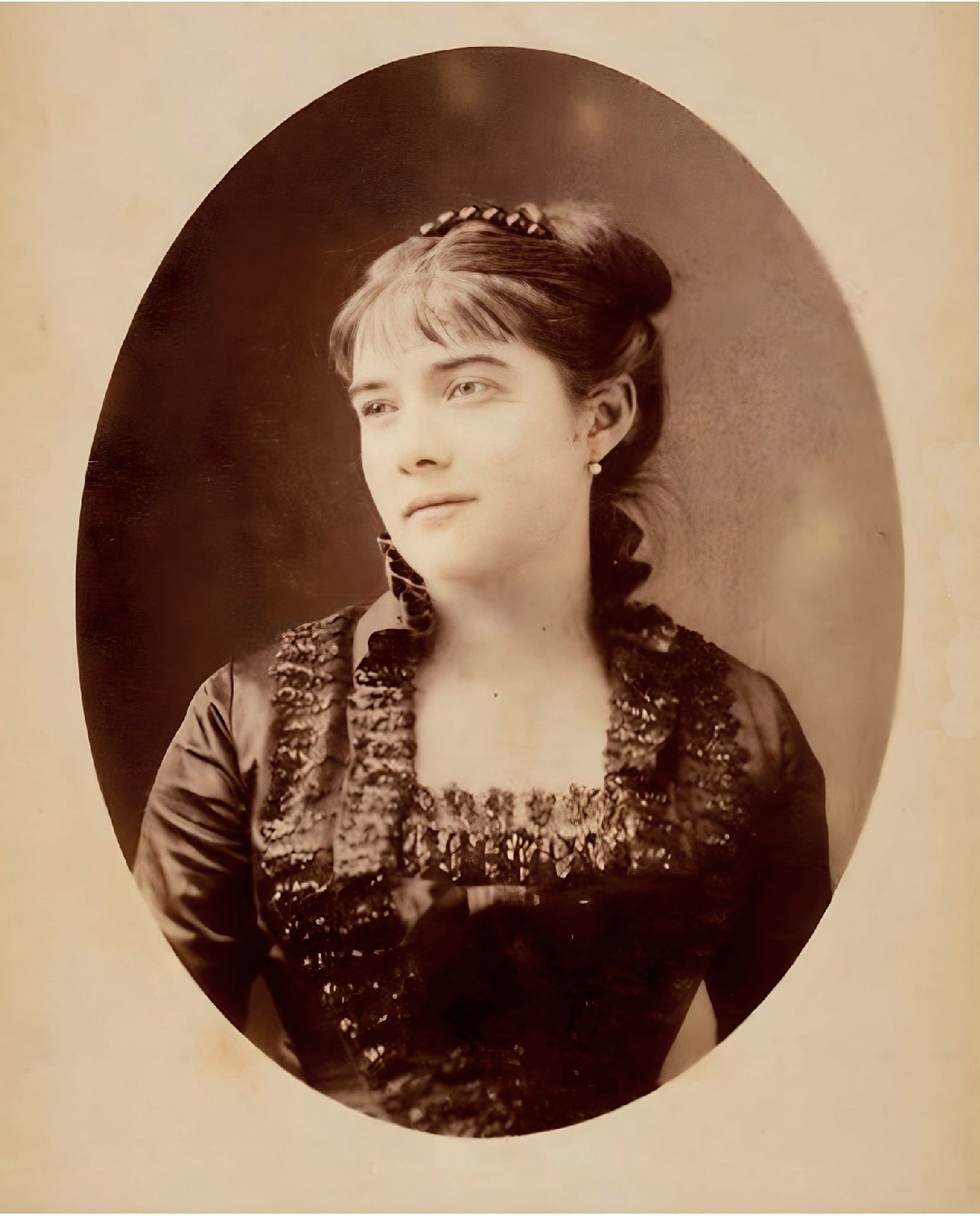
Alphonse Liébert, Mathilde Mauté (vers 1870).

Libéré le 16 janvier 1875 avec une remise de peine de presque une année pour bonne conduite, Verlaine tente en vain une réconciliation avec Mathilde qui obtiendra finalement le divorce et la garde de son enfant en mai 1885. Il passe deux jours et demi avec Rimbaud à Stuttgart « reniant son dieu » : c'est leur dernière rencontre et Rimbaud remet à Verlaine le texte des Illuminations que Verlaine fera publier en 1886.

### Lucien Létinois – apaisement passager (1877-1883)

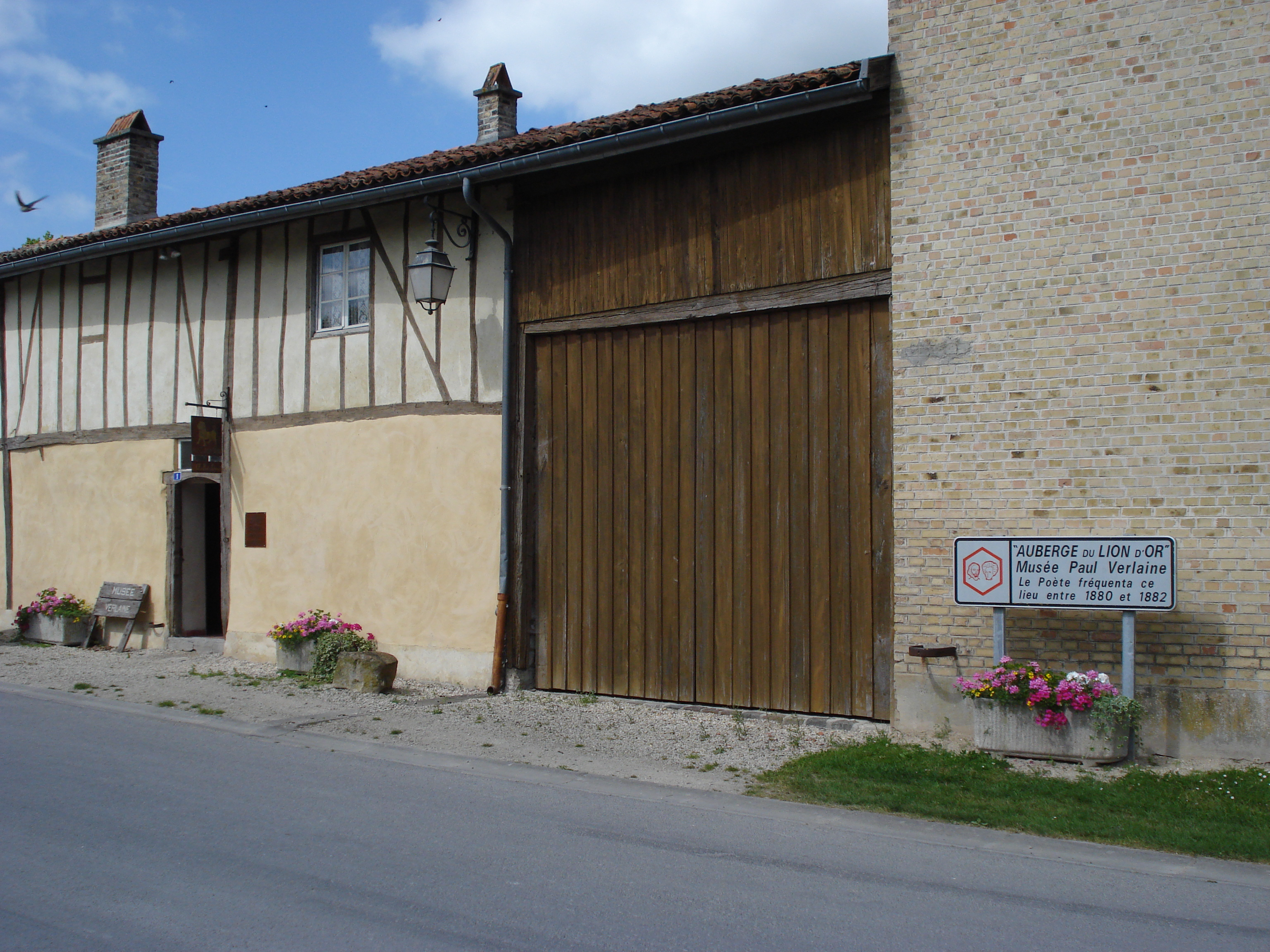
Le musée Verlaine à Juniville, ancienne auberge du Lion d'Or que fréquentaient Verlaine et Létinois de 1880 à 1882.

En mars 1875, Verlaine s'installe à Londres comme professeur de grec, latin, français et dessin. Il passe ses vacances avec sa mère. Il rencontre Germain Nouveau, un ancien ami de Rimbaud, et enseigne ensuite dans différentes villes anglaises.
Il revient en France en juin 1877. À la rentrée d'octobre, il occupe un poste de répétiteur en littérature, histoire, géographie et anglais au collège Notre-Dame de Rethel, tenu par des jésuites. Il se prend d'une vive affection pour l'un de ses élèves âgé de 17 ans, Lucien Létinois, fils d'un couple d'agriculteurs. Mais en août 1878, son contrat n'est pas renouvelé sous prétexte d'économies de gestion. En septembre, Paul et Lucien partent pour l'Angleterre, où ils enseignent séparément dans des villes différentes. Verlaine rejoint Lucien à Londres. La nature de leur relation reste l'objet de conjectures. La pièce VIII (Ô l'odieuse obscurité) de la section Lucien Létinois du recueil Amour semble désigner un lien charnel, nié par certains biographes. En tout état de cause, l'attachement de Paul Verlaine pour Lucien Létinois semble avoir été sincère et partagé. Verlaine reporte sur Lucien, dont il aime la douceur et admire la prestance, son amour paternel frustré. Lucien, plus docile et prévenant que Rimbaud, paraît avoir accepté de bonne grâce les sentiments protecteurs du poète.
Ils reviennent en France et vont vivre chez les parents de Lucien à Coulommes-et-Marqueny, au lieudit Malval. En mars 1880, ils s'installent à Juniville, dans le sud du département des Ardennes. Avec l'argent de sa mère, Verlaine achète la ferme dite de la petite Paroisse, qu'il fait enregistrer au nom du père de Lucien (en plein divorce, il craint que sa femme fasse saisir la ferme). Mais l'affaire, mal gérée, périclite vite. En janvier 1882, Verlaine doit revendre la propriété à perte. Paul rentre à Paris. Lucien et ses parents s'installent à Ivry-sur-Seine.
Le 7 avril 1883, Lucien meurt subitement de la fièvre typhoïde à l'hôpital de la Pitié. Il n'a que 23 ans. Profondément désespéré par la perte de son « fils adoptif », Verlaine lui consacrera 25 poèmes, placés à la fin du recueil Amour (1888).

### La déchéance

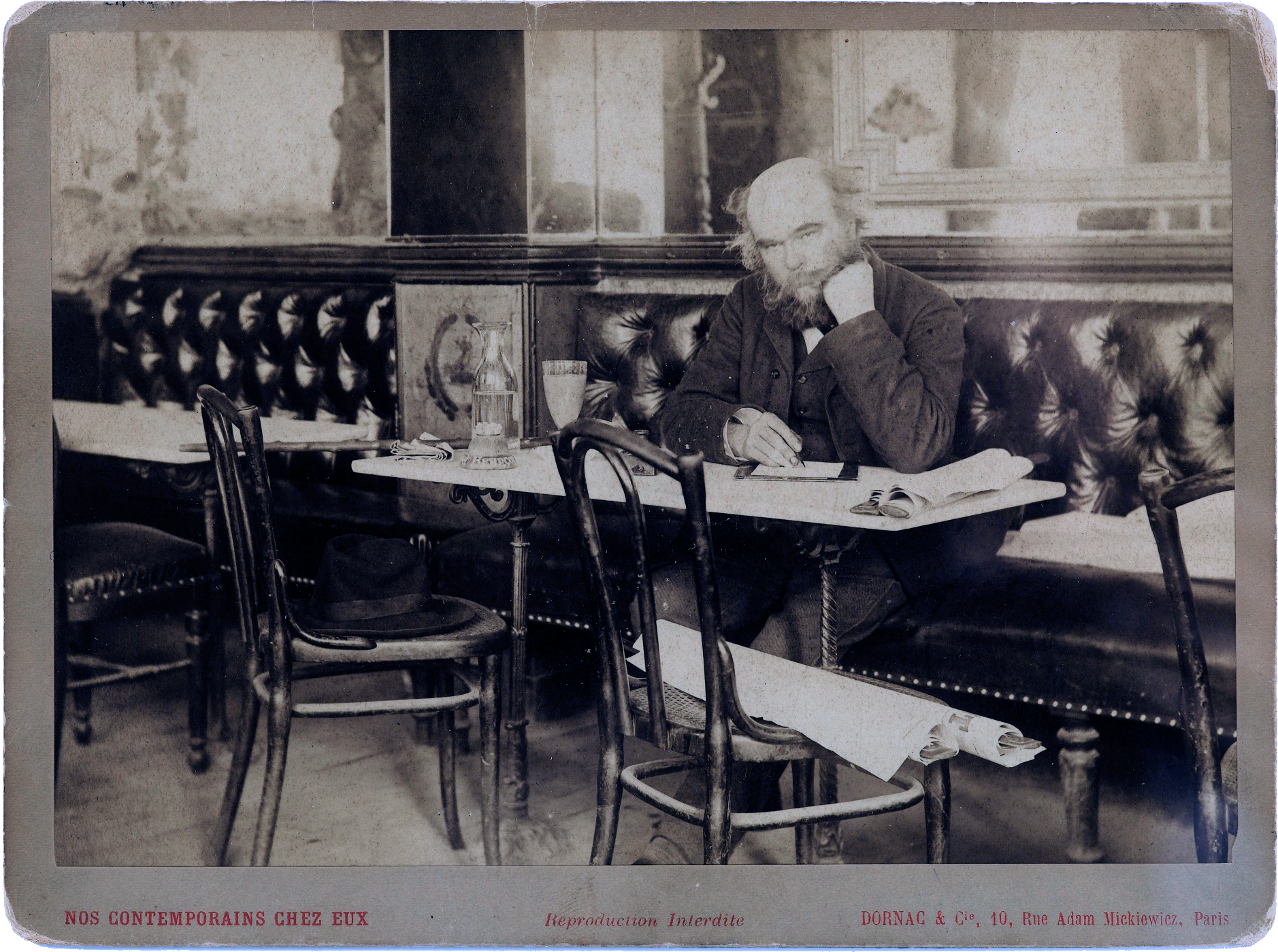
Dornac, Portrait du poète Paul Marie Verlaine (1844-1896) au Café François 1er, 69 boulevard Saint-Michel, 5e arrondissement, Paris (entre 1890 et 1896), photographie.

Rentré à Paris en 1882, Verlaine essaie en vain de réintégrer l'administration. Il renoue avec les milieux littéraires. En 1884, il publie un essai remarqué sur les Poètes maudits et le recueil Jadis et naguère, qui rassemble des poèmes écrits une décennie plus tôt et que couronne le célèbre Art poétique, publié en revue dès 1882, qui revendique un art « sans rien en lui qui pèse ou qui pose ». Il est alors reconnu comme un maître et un précurseur par les poètes partisans du symbolisme ou du décadentisme. Dans son roman À rebours paru en 1884, J.-K. Huysmans lui réserve une place prééminente au sein du Panthéon littéraire de Des Esseintes. À partir de 1887, sa célébrité dépasse même les cercles littéraires : le jeune compositeur Reynaldo Hahn chante dans le salon d'Alphonse Daudet, devant le poète, son premier cycle de mélodies, les Chansons grises, qui regroupe sept poèmes de l'auteur. En 1894, malgré sa négligence physique et l'opprobre attaché à son nom, il est désigné comme « Prince des Poètes ».

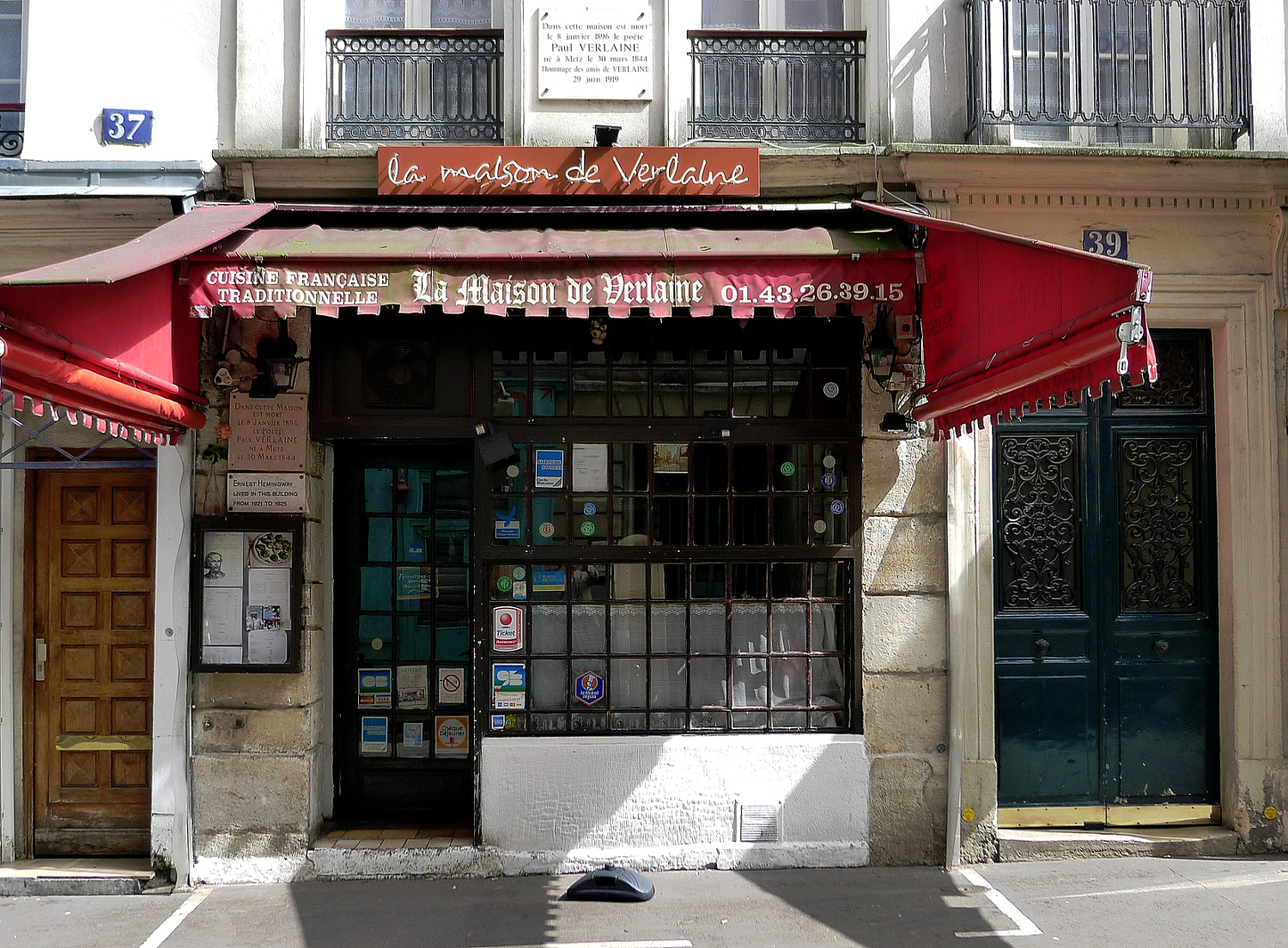
Le 39, rue Descartes à Paris en 2011.
On aperçoit la plaque commémorative au premier étage.

Son alcoolisme entraîne des crises de violence répétées. Il est emprisonné à Vouziers, du 13 avril au 13 mai 1885, pour avoir tenté une nouvelle fois d'étrangler sa mère, avec laquelle il vit toujours (elle mourra le 21 janvier 1886). Longue déchéance, sa fin de vie est quasiment celle d'un clochard, hantant cafés et hôpitaux et condamné à des amours « misérables ». Soutenu par de rares subsides publics ou privés, il donne quelques conférences. Il ne produit plus guère que des textes d'occasion, dont les poèmes érotiques, voire pornographiques, d'Hombres. Souffrant de diabète, d'ulcères et de syphilis, il meurt d'une pneumonie aiguë le 8 janvier 1896, à 51 ans, au 39 rue Descartes, dans le Ve arrondissement de Paris.

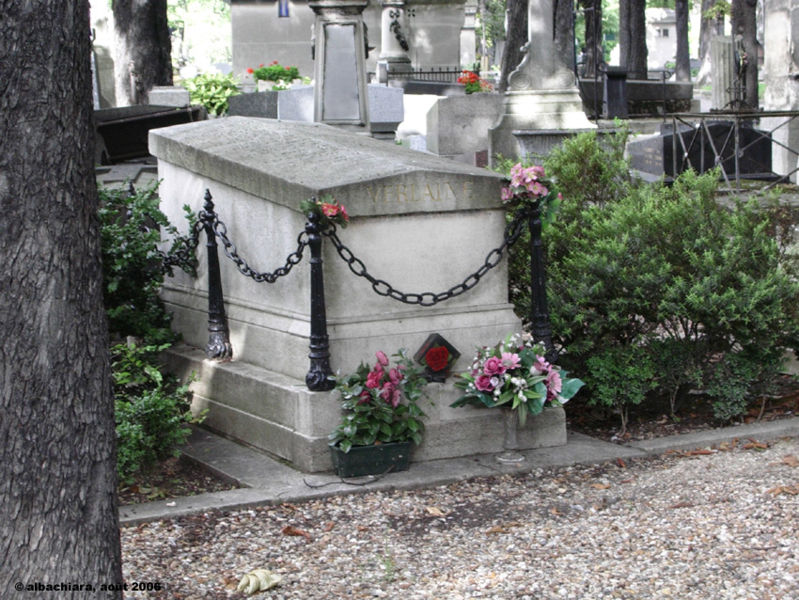
Tombe de Paul Verlaine, Paris, cimetière des Batignolles.

Ses obsèques, réglées par le ministère de l’Instruction publique et des Beaux-Arts alors dirigé par Combes, ont lieu le 10 janvier 1896 en l'église Saint-Étienne-du-Mont, en présence notamment de Gabriel Fauré, qui y tient les orgues, et de Montesquiou qui relate les funérailles dans De Verlanâ. Hissée sur un corbillard de cinquième classe, la dépouille de Verlaine est conduite au cimetière des Batignolles à Paris, où il est inhumé dans la 20e division, et où des éloges funèbres sont prononcés par François Coppée, Stéphane Mallarmé, Catulle Mendès, Maurice Barrès, Jean Moréas, Gustave Kahn et Edmond Lepelletier. En 1989, sa tombe est transférée dans la 11e division, en première ligne du rond-point central.
En totale rupture avec la morale de son temps, Paul Verlaine apparaît comme une figure emblématique du poète maudit, aux côtés d'Arthur Rimbaud dont il a défendu l'oeuvre et la mémoire malgré leur rupture.

## L'œuvre de Paul Verlaine
Paul Verlaine est avant tout un poète : son œuvre offre moins d'une dizaine de courts recueils publiés entre 1866 et 1890, mais les poèmes ont été écrits pour l'essentiel avant 1880, c'est-à-dire entre 22 et 35 ans. Ses textes ultérieurs sont très inégaux et souvent de caractère alimentaire. En raison notamment de la musicalité de ses vers, Verlaine a été décrit par Paul Valéry comme un poète de la voix.
Ses textes en prose sont tardifs et surtout autobiographiques (Les Mémoires d'un veuf, 1886, Mes Hôpitaux, 1891, Mes Prisons 1893). Son essai sur Les Poètes maudits (1884) tient cependant une grande place par les découvertes qu'il contient : Tristan Corbière, Arthur Rimbaud et Stéphane Mallarmé, et dans la seconde édition, parue en 1888, Marceline Desbordes-Valmore, Villiers de L'Isle-Adam et Pauvre Lelian (anagramme de Paul Verlaine).
La carrière poétique de Paul Verlaine s'ouvre avec les Poèmes saturniens de 1866, bref recueil de 25 poèmes qui rencontre peu d'écho mais Verlaine s'annonce comme un poète à la voix particulière, jouant subtilement sur les mètres pairs et impairs, les rythmes rompus et les formes courtes dont le sonnet. Se plaçant sous la sombre égide de Saturne, il cultive une tonalité mélancolique qui fait de certains poèmes des incontournables de la poésie lyrique (« Mon rêve familier », « Soleils couchants », « Promenade sentimentale », « Chanson d'automne »). Fêtes galantes de 1869, composé de 22 poèmes aux mètres rapides et aux strophes peu nombreuses et courtes, se présente au premier abord comme un recueil de fantaisies à la manière de Watteau dans lesquelles Verlaine multiplie les jeux de prosodie, mais le sentiment de l'échec et de la vanité des jeux amoureux des petits marquis et des Colombines colore peu à peu le recueil, jusqu'au poème final, le célèbre « Colloque sentimental » où « Dans le vieux parc solitaire et glacé […] / L'espoir a fui, vaincu, vers le ciel noir ».
La Bonne Chanson paraît en 1872, mais l'édition était prête dès 1870. Il s'agit de 21 poèmes dédiés à sa fiancée Mathilde et écrits pendant l'hiver 1869 et au printemps 1870 qui constituent « une chanson ingénue », plutôt convenue et sans doute un peu mièvre. Citons en exemple une strophe du poème XIX : « Donc, ce sera par un clair jour d'été : /Le grand soleil, complice de ma joie, /Fera, parmi le satin et la soie, /Plus belle encor votre chère beauté ».
Il n'en va pas de même des poèmes écrits dans les années du tumulte qu'apporte Arthur Rimbaud dans la vie de Paul Verlaine : une part de ceux-ci est regroupée dans Romances sans paroles, bref recueil de 21 courts poèmes, qui est publié en 1874 pendant son séjour en prison en Belgique. Une touche nouvelle apparaît, plus dynamique avec des instantanés nourris des souvenirs amoureux et des impressions reçues lors de la vie errante avec « l'homme aux semelles de vent » en Belgique et en Angleterre (« Quoi donc se sent ? /L'avoine siffle. /Un buisson gifle /L'œil au passant. » « Charleroi »). Les sous-titres comme « Ariettes oubliées » ou « Aquarelles » renvoient à des mélodies légères (« Il pleure dans mon cœur /Comme il pleut sur la ville », « Ariettes oubliées », III) et à des « choses vues », Verlaine notant comme un peintre impressionniste la correspondance entre les états d'âme et les paysages : « L'ombre des arbres dans la rivière embrumée /Meurt comme de la fumée, /Tandis qu'en l'air, parmi les ramures réelles, /Se plaignent les tourterelles. / Combien, ô voyageur, ce paysage blême /Te mira blême toi-même, /Et que tristes pleuraient dans les hautes feuillées /Tes espérances noyées ! » Romances sans paroles, « Ariettes oubliées », IX.
Sagesse (1880) comporte un plus grand nombre de poèmes plus amples (47) et montre une autre voie. Verlaine revient sur son parcours douloureux avant de montrer sa transformation mystique quand il retrouve la foi catholique (« Ô mon Dieu vous m'avez blessé d'amour », II, 1) sans faire disparaître son mal de vivre (« Je ne sais pourquoi/Mon esprit amer /D'une aile inquiète et folle vole sur la mer. » Sagesse, III, 7, qui associe des vers impairs de 5, 9 et 13 syllabes et la fonction du refrain) avec une grande force suggestive (« Et l'air a l'air d'être un soupir d'automne, / Tant il fait doux par ce soir monotone / Où se dorlote un paysage lent ».
Jadis et Naguère de 1884 (42 pièces) est un recueil assez disparate qui reprend pour l'essentiel des poèmes écrits plus de dix ans plus tôt. Il comporte le célèbre « Art poétique » qui proclame dès le premier vers les choix de Verlaine : « De la musique avant toute chose / Et pour cela préfère l'impair / Plus vague et plus soluble dans l'air, / Sans rien en lui qui pèse ou qui pose ». Selon le critique Alain Baudot, l'« attention à la musique du vers est toujours restée primordiale chez Verlaine, presque obsédante ». On trouve aussi dans Jadis et Naguère le poème « Langueur » et ses fameux premiers vers : « Je suis l'Empire à la fin de la décadence/Qui regarde passer les grands barbares blancs / En composant des acrostiches indolents, / D'un style d'or où la langueur du soleil danse » qui furent reconnus comme fondateurs par les décadentistes.
Poète de la confidence, de la musicalité et de la suggestion, Verlaine a pu se voir reprocher sa complaisance pour la mélancolie d'homme malheureux (Pauvre Lelian, dit-il en parlant de lui-même ; J'ai perdu ma vie, écrit-il dans Parallèlement, « Révérence parler », I), sa langueur décadente, et on a pu aussi critiquer sa « fadeur ». Néanmoins cette voix dont on retient les murmures constitue une des formes importantes du renouveau poétique dans le dernier tiers du XIXe siècle et son influence sera grande, à travers les symbolistes comme Jean Moréas et les décadentistes, et le poète aura de nombreux héritiers comme Guillaume Apollinaire qui selon Michel Décaudin « tend une main à Verlaine » avant de s'ouvrir à d'autres modernités.

## Liste des œuvres

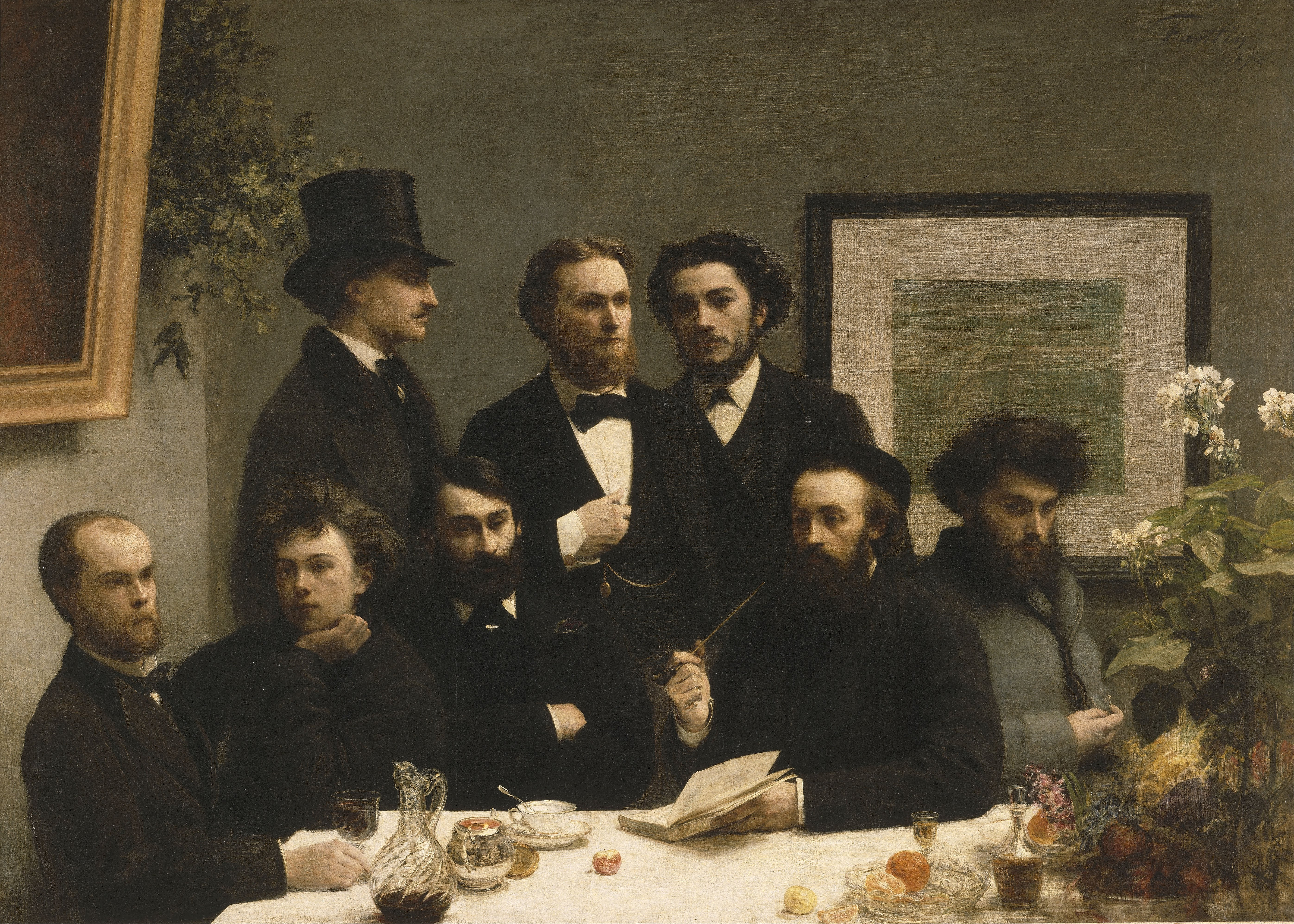
Henri Fantin-Latour, Un coin de table (1872), Paris, musée d'Orsay. Verlaine se trouve en bas à gauche, Rimbaud est assis à ses côtés.

Les Œuvres complètes de Paul Verlaine éditées dans la Bibliothèque de la Pléiade sous la direction de Jacques Borel, composées des Œuvres poétiques complètes (1938 puis 1962, un volume), et des Œuvres en prose complètes (1972, un volume) forment l'édition de référence du corpus verlainien, suivie ici pour dresser la liste exhaustive des œuvres de Verlaine.

### Œuvres poétiques

#### Recueils en vers

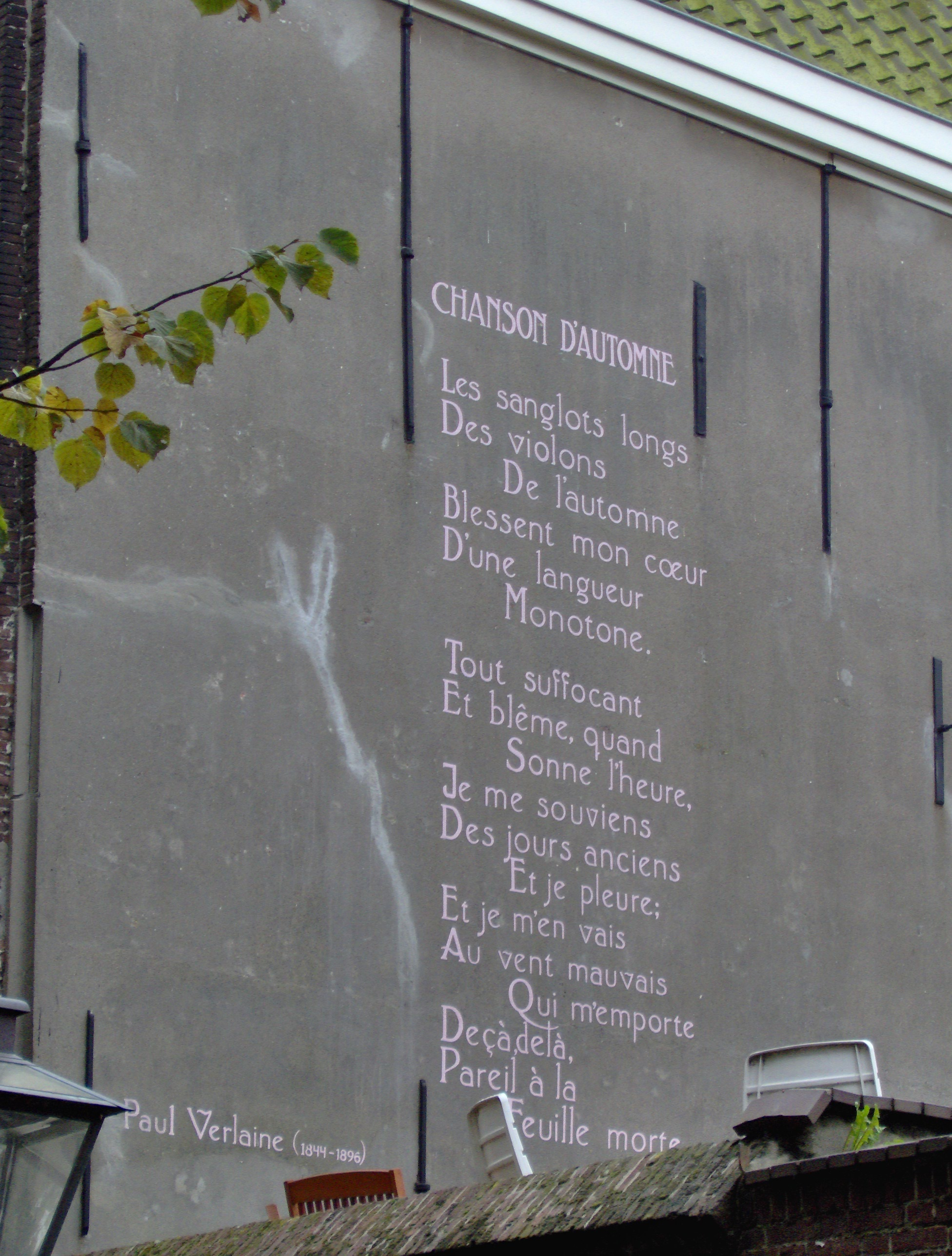
Chanson d'automne sur un mur d'immeuble à Leyde (Pays-Bas).

- Poèmes saturniens (1866)
- Fêtes galantes (1869)
- La Bonne Chanson (1870)
- Romances sans paroles (1874)
- Sagesse (1880)
- Jadis et Naguère (1884)
- Amour (1888)
- Parallèlement (1889)
- Dédicaces (1890)
- Bonheur (1891)
- Chansons pour Elle (1891)
- Liturgies intimes (1892)
- Odes en son honneur (1893)
- Élégies (1893)
- Dans les limbes (1894)
- Épigrammes (1894)
- Chair (1896)
- Invectives (1896)
- Biblio-sonnets (1913)

#### Recueils érotiques
Verlaine a publié trois œuvres licencieuses « sous le manteau » afin de contourner la censure :
- Les Amies, scènes d'amour sapphique. Sonnets par le licencié Pablo de Herlagnez (1868)[58], Bruxelles, Auguste Poulet-Malassis ; Ségovie [Bruxelles], Vital Puissant, 1871 — éditions clandestines à faibles tirages.
- Femmes (1890), Kistemaeckers, Bruxelles (écrit entre 1888 et la parution du recueil[59]).
- Hombres (1903), Albert Messein, Paris (écrit à l'hôpital en 1891)[60],[61].

#### Œuvres non recueillies
- Premiers vers (1858-1866) : La Mort [fragment d'une imitation des Petites Vieilles de Baudelaire], Crépitus, Imité de Catulle, Imité de Cicéron, Aspiration, Fadaises, Les Dieux, Charles le fou (fragment), Des Morts, À Don Quichotte, Un soir d'octobre, Torquato Tasso, L'Apollon de Pont-Audemer, Vers dorés.
- Œuvres en collaboration (1867-1869) : Qui veut des merveilles ?, revue de l'année 1867, en collaboration avec François Coppée (paru dans Le Hanneton dirigé par Eugène Vermersch, 7e année, no 1, 2 janvier 1868) ; Vaucochard et Fils Ier, opéra-bouffe en un acte (fragments), en collaboration avec Lucien Viotti, musique d'Emmanuel Chabrier (vers 1869).
- Poèmes contemporains des Poèmes saturniens et des Fêtes galantes (1866-1869) : « D'ailleurs en ce temps léthargique » (quatrain)[62], L'Enterrement, Chanson du pal (fragments), La Machine à coudre et le cerf-volant (1868), L'Ami de la nature (1868), poème sur l'air de La Femme à barbe (1868), Sur le calvaire, Le Monstre, Au pas de charge, Étant né très naïf (1869).
- Appendice à La Bonne Chanson (1869-1870) : Vieilles « bonnes chansons » : Vœu final, L'Écolière, À propos d'un mot naïf d'elle.
- Contribution à L'Album zutique (vers 1871-1872) : À Madame ***, Sur un poète moderne, Vieux Coppées (« Souvenir d'une enfance … » ; « Le sous-chef est absent … » ; « Bien souvent dédaigneux … »), Bouillons-Duval, « Offrant à Jésus-Christ… »
- Poèmes contemporains de La Bonne Chanson et des Romances sans paroles (1870-1873) : Les Renards (1870), Retour de Naples (1871)[63], Après les massacres de 1871 (1871 ?), Le Bon Disciple (mai 1872), « Vive notre grand Monarquô » (quatrain, 18 mai 1873).
- Reliquat de Cellulairement et poèmes contemporains de Sagesse (1873-1878) : ΙΗΣΟΥΣ ΧΡΙΣΤΟΣ ΘΕΟΥ ΥΙΟΣ ΣΩΤΗΡ (1873), Faut hurler avec les loups ! (chansonnette écrite sous le pseudonyme de Pablo de Herlañes, chantée par Edmond Lepelletier au théâtre des Folies-Hainaut) ; « Les écrevisses ont mangé mon cœur » (Vieux Coppées, été 1873) ; Sur Jules Claretie (1874) ; « Dites, n'avez-vous pas », « Pour charmer tes ennuis », « Endiguons les ruisseaux » (Vieux Coppées, 1874) ; Autres Vieux Coppées : « Épris d'absinthe pure » (24 août 1875), « La sale bête ! » (hiver 1875-1876), « C'est pas injuss' de s'voir » (1876), « Je renonce à Satan », « N. DE D. ! J'ai rien voyagé » (fin 1876), « Ah merde alors, j'aim' mieux » (1877) ; Sur Rimbaud (Londres, 1876 ?), La Tentation de Saint-Antoine (1878).
- Poèmes contemporains de Parallèlement (1889) : En 17… (15 janvier 1889), Écrit entre Chambéry et Aix (1889), « Ça, c'est un richard qu'on emporte » (quatrain), « On m'a massé comme un jeune homme » (quatrain), Sur Raoul Ponchon (1889), Écrit en marge de « Wilhelm Meister » (21 novembre 1889).
- Poèmes divers (1890-1896) : Éventail Directoire, « Vos yeux sont deux flambeaux » (juillet 1890), À Eugène Carrière (7 novembre 1890), Dédicace manuscrite à Vanier (1891), À Mademoiselle Sarah, Rotterdam (novembre 1892), Le Rouge, À Madame ***, « Plus d'infirmière », « J'fus un bel enfant bleu », Je suis un poète entre deux, Triolets (1893 ?), Le Charme du Vendredi Saint : « La Cathédrale est grise admirablement » (Paris, 30 mars 1893) et « Le soleil fou de mars » (31 mars 1893), Voyages (1er mai 1893), Impression de printemps (1er mai 1893), Demi-teintes (juin 1893), Ex Imo (8 août 1893, hôpital Broussais), À Ph…, À ma femme (26 août 1893, Broussais), Cordialités : « Dans ce Paris] où l'on est voisin et si loin », « Deux colibris parisiens, deux cancaniers », Pour une fête, Pour les gens enterrés au Panthéon, « La Croix sans or du Panthéon » (1893), À Monsieur et Madame Tarlé (7 septembre 1893, Broussais), Contre la jalousie (7 septembre 1893, Broussais) : « La jalousie est multiforme », « D'ailleurs, la jalousie est bête », « Bah ! confiance ou jalousie ! », « Et pourquoi cet amour dont plus d'un sot s'étonne », Craintes (septembre 1893, Broussais), Visites (octobre 1893), Retraite (octobre 1893), Paris, À Mademoiselle Marthe (5 novembre 1893, Broussais), Conquistador (Londres, novembre 1893), Souvenir du 19 novembre 1893 (Dieppe-Newhaven), Paul Verlaine's Lecture at Barnad's Inn (Londres, 21 novembre 1893), Oxford (novembre 1893), Traversée (Douvres-Calais, décembre 1893), In the refreshment room (novembre ou décembre 1893 ?), Bergerades, Morale, Hôpital, Lamento, Toast (30 janvier 1894), Féroce (10 février 1894), Tristia, Meloria, Optima, Pâques, Assomption, Prière, À Fernand Crance (7 septembre 1894), Pour une affiche du salon des « Cent » (20 septembre 1894), À Madame Marie M… (1er novembre 1894), Écrit sur un lvre de notes intimes (7 décembre 1894, hôpital Bichat), Quand même (27 décembre 1894, Bichat), Pour le Nouvel An, Acte de foi, À Célimène (11 février 1895), Pour E… (« Ô la femme éternellement »), Pour E… (« J'aime ton sourire »), Pour E… (« Quelle colère injuste et folle »), À Eugénie : « Ô toi, seule bonne entre toutes ces femmes », « Mais il te faut m'être si douce », Épilogue en manière d'adieux à la poésie « personnelle » (mars 1895), Ægri Somnia (16 mars 1895), Anniversaire (30 mars 1895), Conseil (4 mai 1895), Début d'un récit diabolique (mai 1895 ?), Souvenirs d'hôpital : « La vie est si sotte vraiment », « D'ailleurs, l'hôpital est sain », Intermittences, Sites urbains, Clochi-clocha, En septembre (septembre 1895), Reçu (Mardi gras 1895), Distiques : « Bloy, Tailhade et Jean Moréas », « Ces faux chauves qui sont les plus beaux trios », « Richepin, Péladan et Catulle Mendès », Qui est beau, Impromptu, Monna Rosa, Mort ! (décembre 1895) ; Vive le Roy ! (29 octobre 1895) ; poèmes d'Arthur Symons traduits par Verlaine : Prélude aux « London Nights », Aux Ambassadeurs, Prière à saint Antoine de Padoue, Dans la vallée de Llangollen.
- Le Livre posthume (1893-1894).
- Œuvres oubliées (1926-1929).

#### Recueils abandonnés ou inachevés
- Les Vaincus : recueil exaltant l'héroïsme des « vaincus » de la Commune de Paris.
- Cellulairement : recueil de poèmes composés, comme son titre l'indique, en prison, entre octobre 1873 et janvier 1875. Ce recueil a été reconstruit et publié en 1992 par Jean-Luc Steinmetz chez Le Castor Astral, puis par Olivier Bivort en 2003 chez Le Livre de Poche (seconde édition revue sur le manuscrit original en 2010), puis par Pierre Brunel en 2013 chez Gallimard (édition comportant le facsimilé du manuscrit original conservé dans le Musée de Lettres et Manuscrits de Paris). En 2020, le recueil est publié en espagnol — traduit par Pedro José Vizoso, sous le titre Celulariamente: Poemas y cartas de la cárcel — avec une étude et des notes (l'édition comportant en outre les lettres de prison de Verlaine et le texte en français du manuscrit original)[64].
- Varia : recueil projeté vers 1893, très probablement alimentaire, composé de 57 poèmes tous récupérés dans les Poèmes divers[65].

### Œuvres en prose

#### Œuvres de fiction
- Les Mémoires d'un veuf (1886).
- Louise Leclercq (recueil de nouvelles comprenant : "Louise Leclercq", "Le Poteau", "Madame Aubin" et "Pierre Duchatelet[66]" -1886).
- Histoires comme ça (1888-1890).
- L'Obsesseur (1893).
- Conte pédagogique (1895).

#### Œuvres autobiographiques
- La Goutte (1885 ?).
- Gosses (1889-1891) : Gosses ; Histoires comme ça. Gosses ; [Jeanne Tresportz] ; Gosses ; Gosses [Mômes-monocles].
- Mes hôpitaux (1891).
- Souvenirs (1891) : Mes souvenirs de la Commune ; Souvenirs sur Théodore de Banville ; Souvenirs d'hôpital ; Au quartier. Souvenirs des dernières années.
- Bénéfices (1891).
- Le Diable (1891).
- Chronique de l'hôpital. L'Ennui, là (1892).
- Souvenirs d'un Messin (1892).
- Mes prisons (1893).
- Quinze jours en Hollande. Lettres à un ami (1893) avec un portrait de l'auteur par Philippe Zilcken[67].
- Onze jours en Belgique (1893).
- Un tour à Londres (1894).
- Croquis de Belgique.
- Confessions (1895).
- Croquis de Belgique (1895).
- [Dernières chroniques de l'hôpital] (1895).
- Enfance chrétienne (posthume).
- [Fragment dont on a pu retrouver la date, et où Verlaine parle de sa mort à cinquante-deux ans] (posthume).
- La Mère Souris (posthume)[68].
- Les Bigarrures de l'honneur (posthume).

#### Œuvres critiques
- Articles et préfaces (1865-1886) : Charles Baudelaire, Les Œuvres et les Hommes par J. Barbey d'Aurevilly, Le Livre de jade par Judith Walter, Hernani (Première représentation — Reprise), Obsèques de Ch. Baudelaire, Paris par Victor Hugo, Les Intimités par François Coppée, L'Article du Triboulet sur Sagesse, Préface pour la première édition des Illuminations.
- Les Poètes maudits (1884 et 1888).
- Articles et préfaces (1888-1889) : Lettre au Décadent et nommément à Anatole Baju, Un mot sur la rime, Nos poètes par Jules Tellier, Histoires insolites par M. le comte de Villiers de L'Isle-Adam, Préface à Sodome par Henri d'Argis, Jules Tellier.
- La Décoration et l'Art industriel à l'Exposition de 1889 (1890).
- Articles et préfaces (1890-1892) : Critique des Poèmes saturniens, À propos d'un récent livre posthume de Victor Hugo, À propos de l'article de Leon Cladel sur Baudelaire, Préface à L'Infamie humaine d'Eugène Vermersch, Le Pèlerin passionné par Jean Moréas, Là-bas par J.-K. Huysmans, Les Cornes du faune par Ernest Raynaud, Au Pays du mufle par Laurent Tailhade, Préface à Premiers poèmes de George Suzanne, À la bonne franquette par Gabriel Vicaire, Au Poète de Missive, Arthur Rimbaud, Devoirs d'Histoire de France par E. Delahaye.
- Les Hommes d'aujourd'hui (1885-1892) : vingt-sept biographies de poètes et de littérateurs, parues dans Les Hommes d'aujourd'hui entre 1885 et 1892 :

- [Conférences] (1892-1894) : conférence à La Haye ; deuxième conférence à La Haye ; notes sur la poésie contemporaine : fragments de conférences faites à Bruxelles et à Charleroi ; conférence sur les poètes contemporains ; conférence à Anvers ; conférence à Nancy et Lunéville ; conférence sur Les Poètes du Nord[69] (Marceline Desbordes-Valmore, Sainte-Beuve, Charles Lamy et Alexandre Desrousseaux) donnée au Café Procope à Paris.
- Articles et préfaces (1893-1895) : Charles Cros ; Les Baisers morts de Paul Vérola ; À propos d'un livre récent ; Tout bas par Francis Poictevin ; Préface à Dame Mélancolie par Émile Boissier ; Préface à Chansons d'amour par Maurice Boukey ; Au bois joli par Gabriel Vicaire ; À propos de Desbordes-Valmore ; Opinions sur la littérature et la poésie contemporaines, Éphémères par le vicomte de Colleville ; Auguste Vacquerie : Notes et souvenirs inédits ; Henri Murger ; Deux poètes français (Édouard Dubus ; Le Parcours du rêve au souvenir par le comte de Montesquiou-Fezensac) ; Deux poètes anglais : Arthur Symons, L. Cranmer Byng ; préface de Arthur Rimbaud : Ses poésies complètes ; Arthur Rimbaud ; Nouvelles notes sur Rimbaud ; Arthur Rimbaud : Chronique.
- Articles anglais (1894-1896) : Notes on England: Myself as a french master ; Shakespeare and Racine ; Notes respecting Alexandre Dumas the younger ; My visite to London.

#### Œuvres polémiques et récits de voyages
- Les Imbéciles (1867).
- Articles du Rappel (1869).
- Voyage en France par un Français (1880) : ouvrage très composite à portée polémique consacré entre autres à la triple défense de la langue française, de l'idée de nation et des vertus qui en découleraient[70].
- Vieille Ville (1889) : texte a priori inachevé consacré à Arras[71]. Verlaine séjourna en effet à Arras pour visiter sa mère. Ses parents s'y étaient mariés en 1831, sa mère étant originaire d'un village voisin, Fampoux. Après la mort de son mari, la veuve revient vivre à Arras, impasse d'Elbronne, où son fils vient régulièrement la voir, s'y réfugiant même après la Commune de Paris. Verlaine y écrit, prisant le café Sanpeur, place du Théâtre. Il décrit Arras dans le texte Vieille Ville, tandis qu'un crucifix de l'église Saint-Géry lui inspire le poème Le Crucifix. Une plaque lui rend hommage 55 rue d'Amiens, au croisement avec l'impasse d'Elbronne, devant laquelle un panneau historique est aussi installé[72],[73].
- Nos Ardennes (1882-1883).

## Verlaine jugé par ses contemporains
Victor Hugo félicite Verlaine pour ses Poèmes saturniens, qui illustrent ce qu’il appelle « une jeune aube de vraie poésie ». Il invite Verlaine chez lui en 1868, et lui écrit à l’occasion des Fêtes Galantes publiées en 1869 : « Que de choses délicates et ingénieuses dans ce joli petit livre ! »
Leconte de Lisle reconnaît immédiatement dans les Poèmes saturniens l’œuvre « d’un vrai poète, [artiste] très habile et bientôt maître de l’expression ».
Mallarmé lui écrit que les vers des Poèmes saturniens ont été « forg[és dans] un métal vierge et neuf » et qu’il en a appris un certain nombre par cœur. D’ailleurs, Mallarmé apporte son concours afin d’obtenir une pension pour Verlaine et prononce un discours sur sa tombe.
Anatole France également décèle dans les Poèmes saturniens des « richesses pour l’avenir, [une] promesse de science et d’originalité ».
Théodore de Banville lui affirme que ses Poèmes saturniens, qu’il a lus dix fois de suite, lui assurent « parmi les poètes contemporains une des places les plus solides et meilleures ».
Maurice Barrès lut un discours aux obsèques de Verlaine, et dans un article du Figaro présenta l’œuvre de celui-ci comme « une terre de liberté » pour les gens de sa génération qui dédaignaient la réussite et la reconnaissance de l’Académie.
Huysmans exprime dans À rebours toute l’admiration qu’il éprouve pour le poète, dont le talent original résidait dans sa maîtrise incomparable de la métrique, et surtout dans sa capacité à « exprimer de vagues et délicieuses confidences, à mi-voix, au crépuscule […] en des vers charmants où passait l’accent doux et transi de Villon ».
Léon Bloy fut d’abord assez sévère à l’égard de Verlaine puis évolua pour voir en lui « véritablement le plus haut poète contemporain », « un ange qui se noie dans la boue » et il se souvenait de sa poésie comme de « l’un des beaux étonnements de [sa] vie », mais il n’apprécia pas Mes Prisons, recueil de souvenirs daté de 1893 – « littérature de pochard », qui le fit s’exclamer : « Pauvre grand Verlaine ! »,.
En revanche, Barbey d’Aurevilly ne voyait en lui qu’« un Baudelaire puritain », le talent en moins, qui tirait une partie de son inspiration de Victor Hugo et d’Alfred de Musset.
Le jour des funérailles de Verlaine, François Coppée prononce un discours : « Saluons respectueusement la tombe d’un vrai poète, inclinons-nous sur le cercueil d’un enfant », ce qui fait dire à Alphonse Daudet dont les propos nous sont rapportés par Edmond de Goncourt : « Un enfant ! […] Un homme qui donnait des coups de couteau à ses amants, qui, dans un accès de priapisme de bête sauvage, ses vêtements jetés à terre, se mettait à courir tout nu après un berger des Ardennes… ».
L’opinion de Edmond de Goncourt peut se résumer à ces lignes au vitriol tirées de son Journal : « Malédiction sur ce Verlaine, sur ce soulard, sur ce pédéraste, sur cet assassin, sur ce couard traversé de temps en temps par des peurs de l’enfer qui le font chier dans ses culottes, malédiction sur ce grand pervertisseur qui, par son talent, a fait école, dans la jeunesse lettrée, de tous les mauvais appétits, de tous les goûts antinaturels, de tout ce qui est dégoût et horreur ! ».

## Iconographie

### Portraits contemporains et posthumes

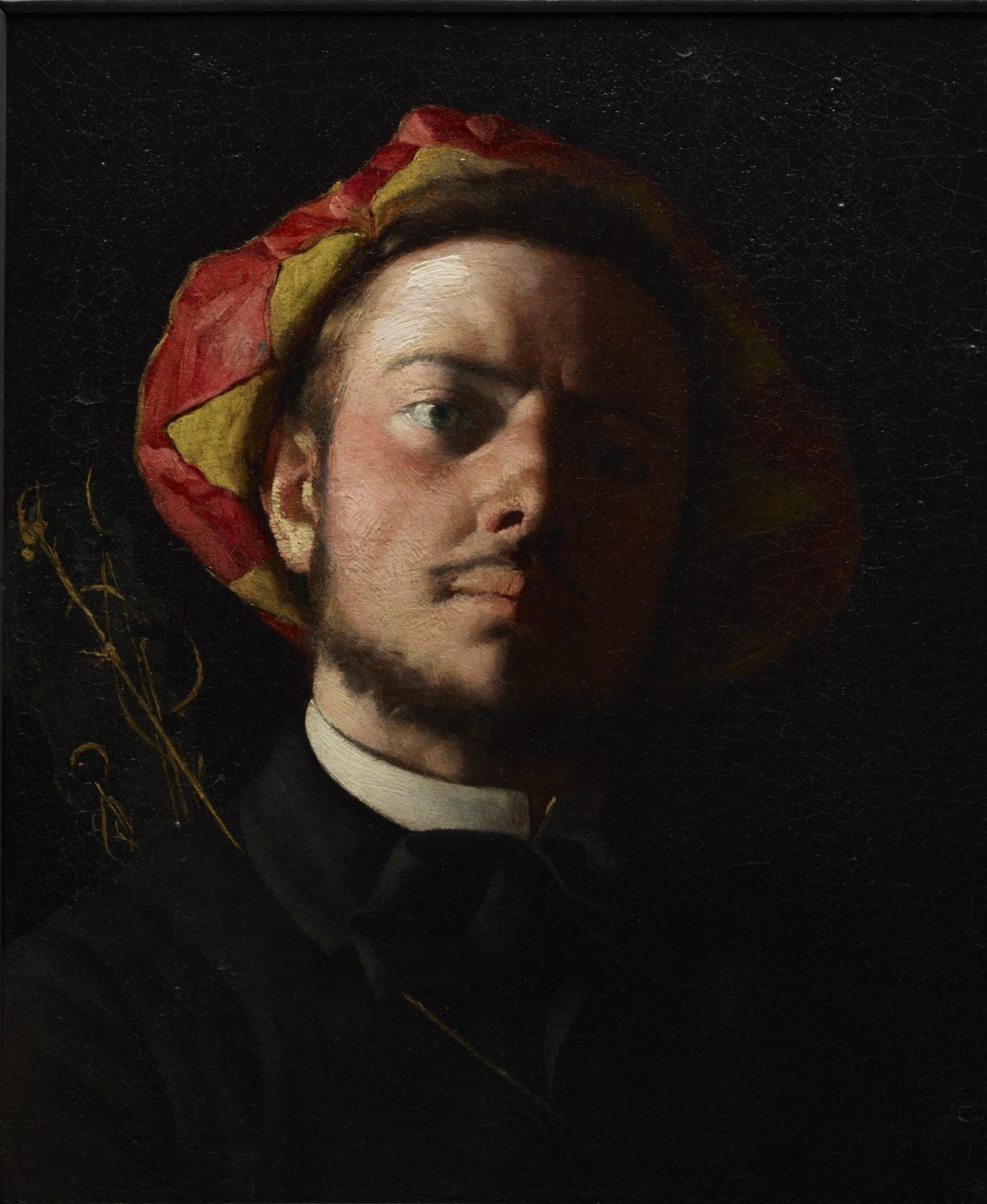
Frédéric Bazille, Portrait de Paul Verlaine en troubadour (1868), musée d'Art de Dallas.
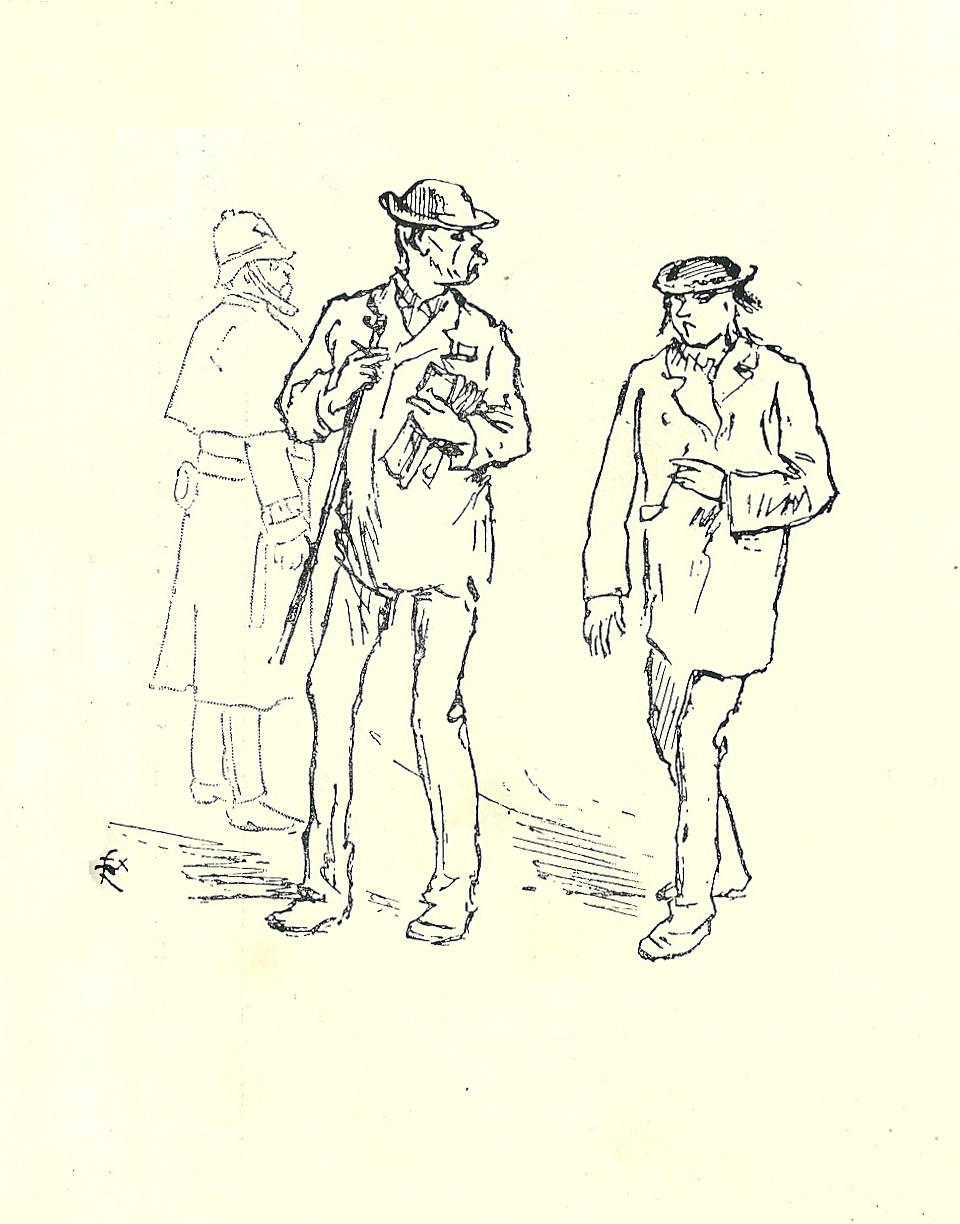
Félix Régamey, Rimbaud et Verlaine dans une rue de Londres (1872), localisation inconnue.
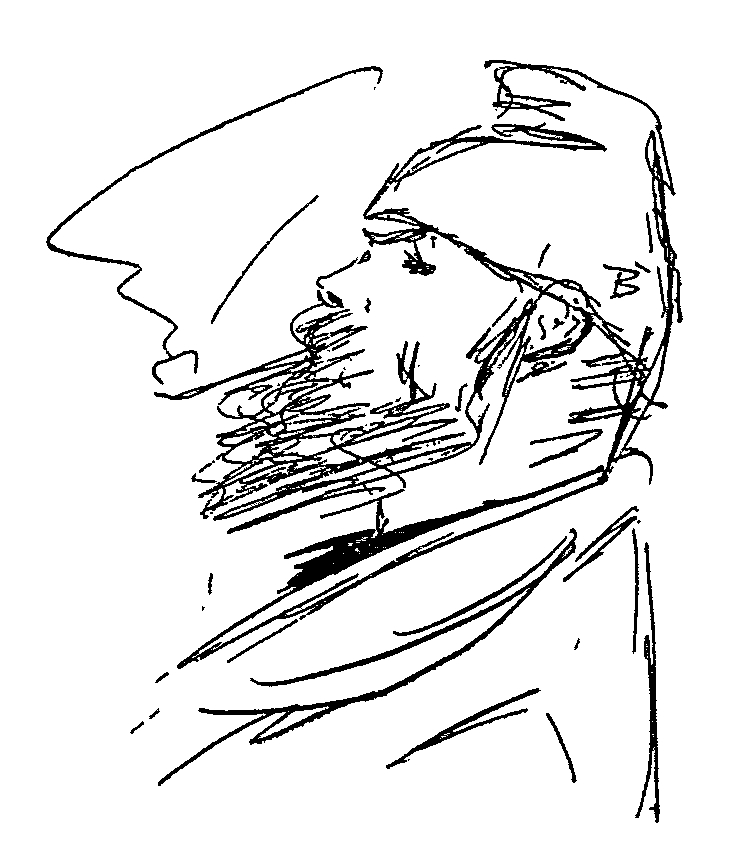
Frédéric-Auguste Cazals, Paul Verlaine en tenue d'hôpital à l'hôtel meublé Royer-Collard (1889), dessin paru dans La Plume en 1896.
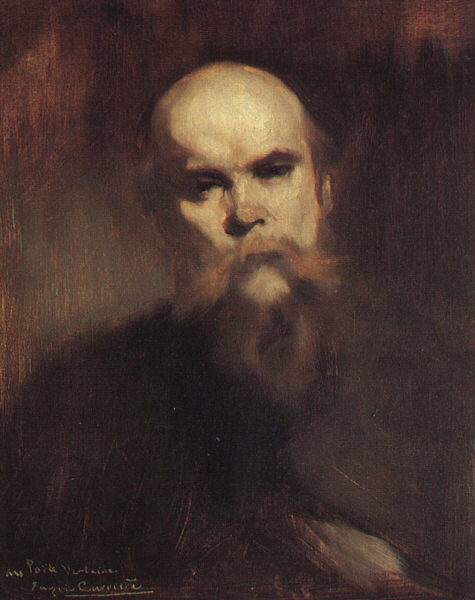
Eugène Carrière, Portrait de Paul Verlaine (1891), Paris, musée d'Orsay.
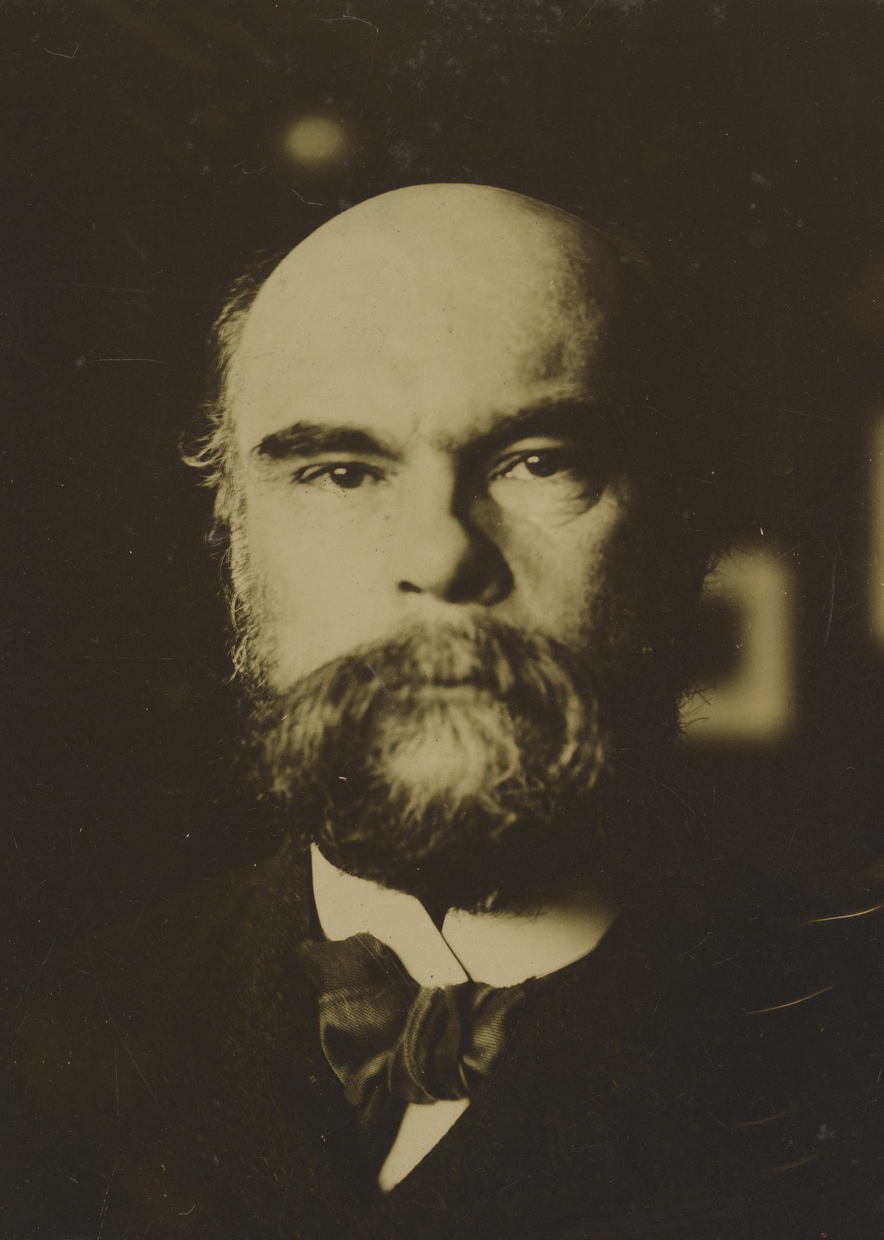
Willem Witsen, Paul Verlaine (1892), photographie, Amsterdam, Rijksmuseum.
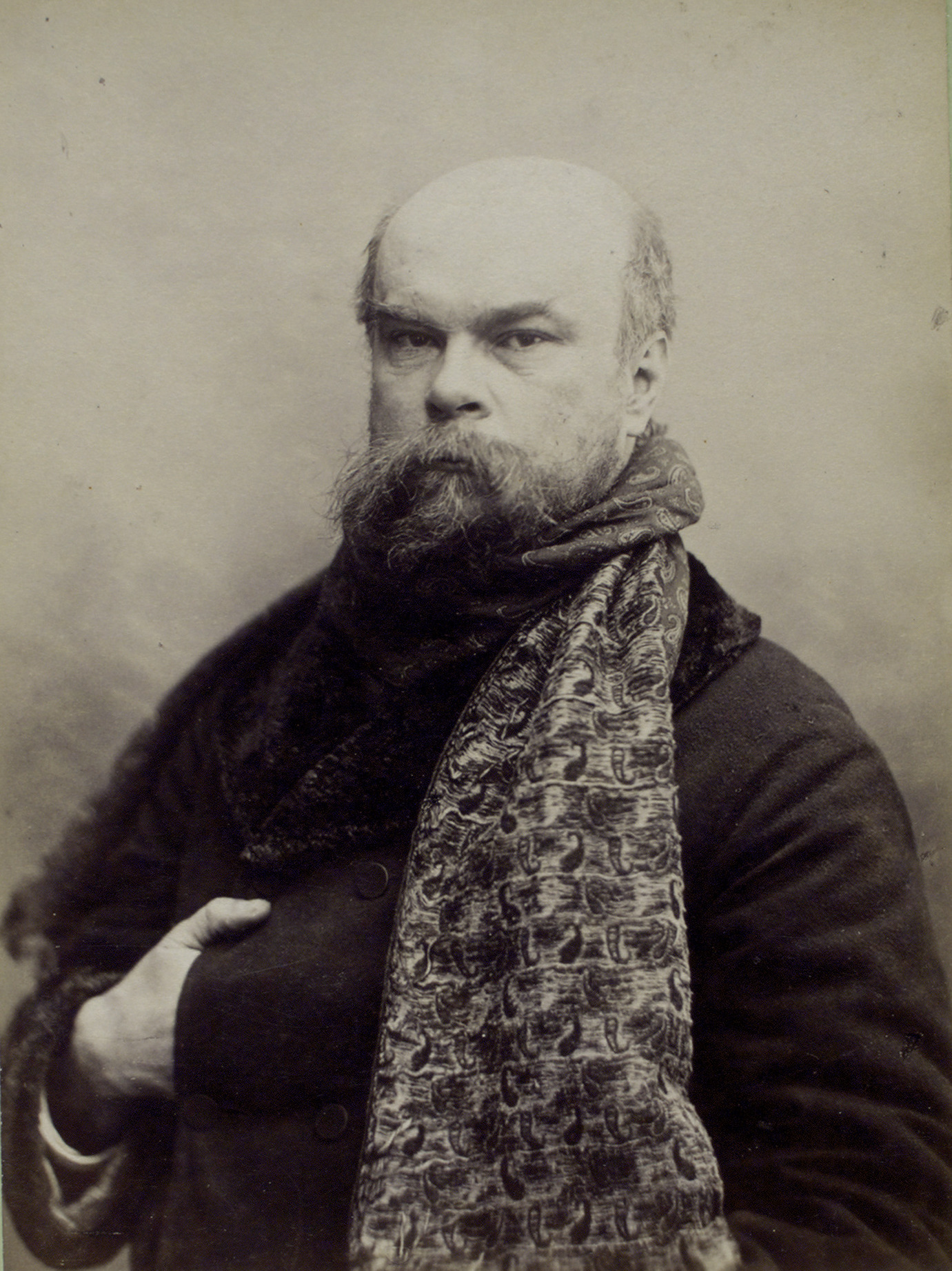
Otto Wegener, Portrait photographique de Paul Verlaine (1893).
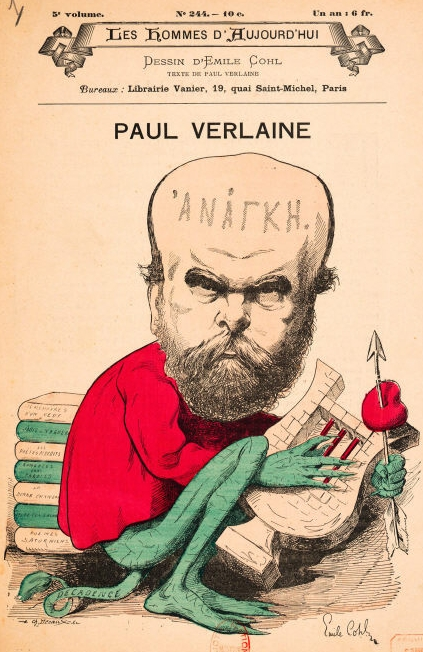
Émile Cohl, Paul Verlaine, caricature parue dans Les Hommes d'aujourd'hui, 1er janvier 1896.
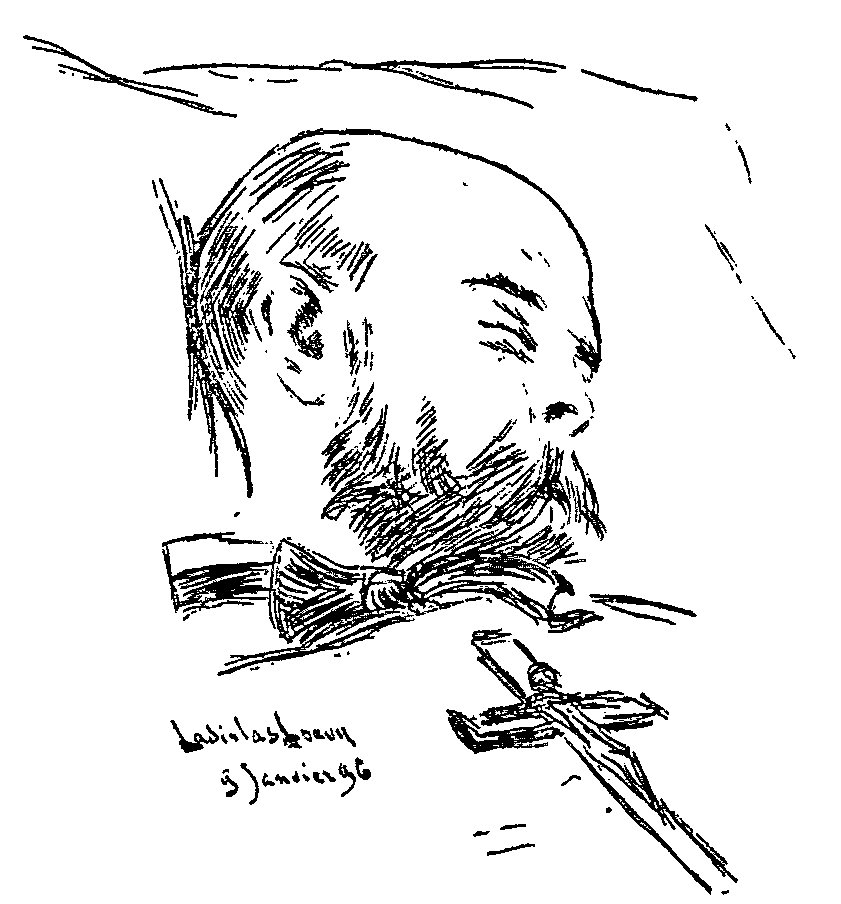
Ladislas Loevy, Verlaine sur son lit de mort le 8 janvier 1896, paru dans La Plume en 1896.
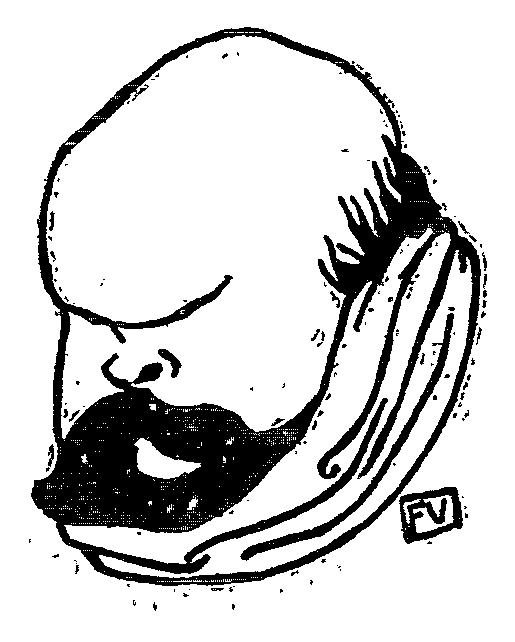
Félix Vallotton, Paul Verlaine, portrait paru dans La Revue blanche en 1896.
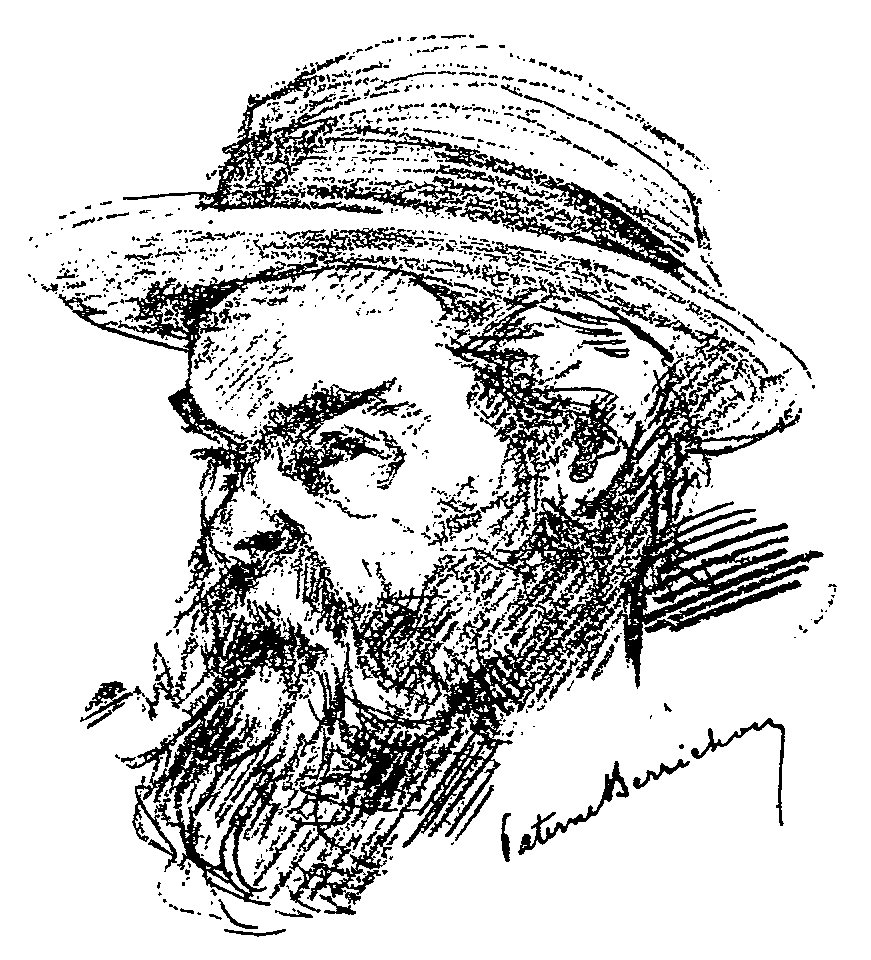
Paterne Berrichon, Paul Verlaine, portrait paru dans La Plume en 1896.
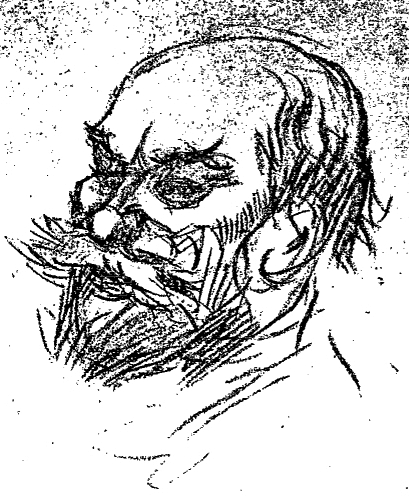
Félix Régamey, Paul Verlaine, portrait paru dans La Plume en 1896.
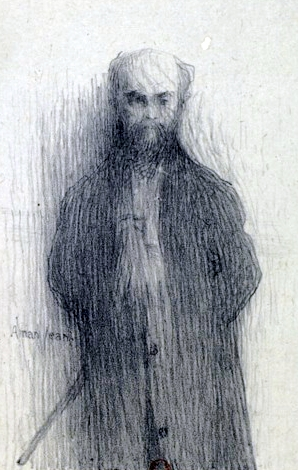
Edmond Aman-Jean, Paul Verlaine, portrait paru dans L'Artiste en 1896.
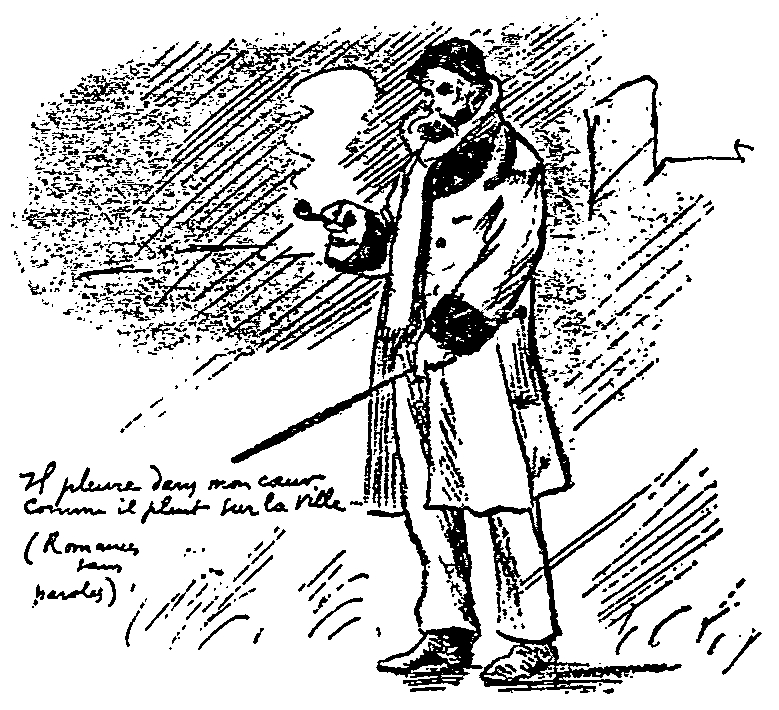
Frédéric-Auguste Cazals, Paul Verlaine. Hommage de l'artiste qui cite le vers « Il pleure dans mon cœur » (Romances sans paroles) à l'occasion de la mort du poète. Paru dans La Plume en 1896.
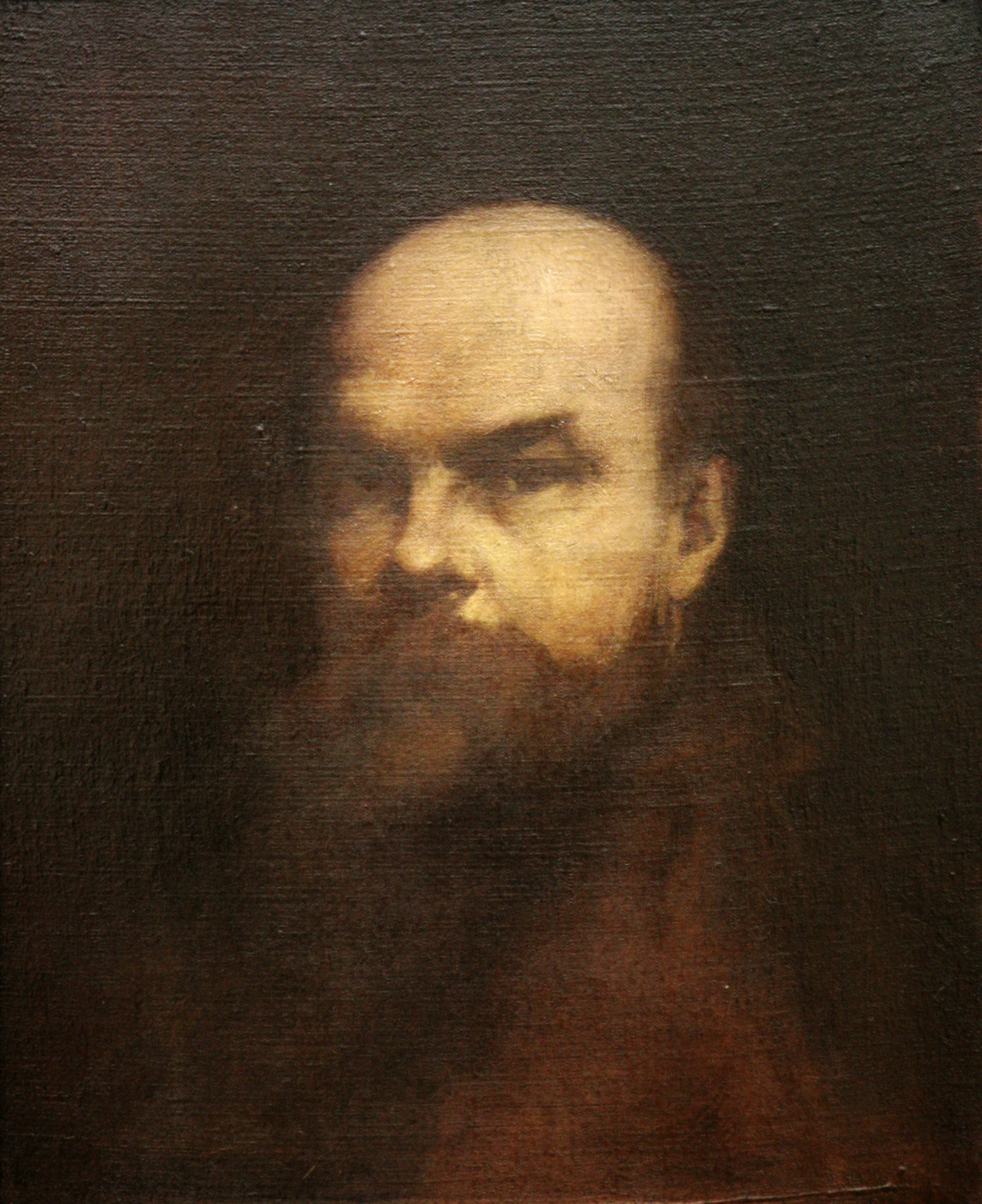
Édouard Chantalat, Paul Verlaine (1898), Metz, maison natale de Paul Verlaine.
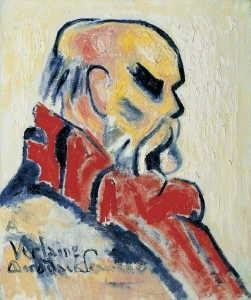
Alexis Mérodack-Jeanneau, À Verlaine (1903), Genève, Petit Palais.
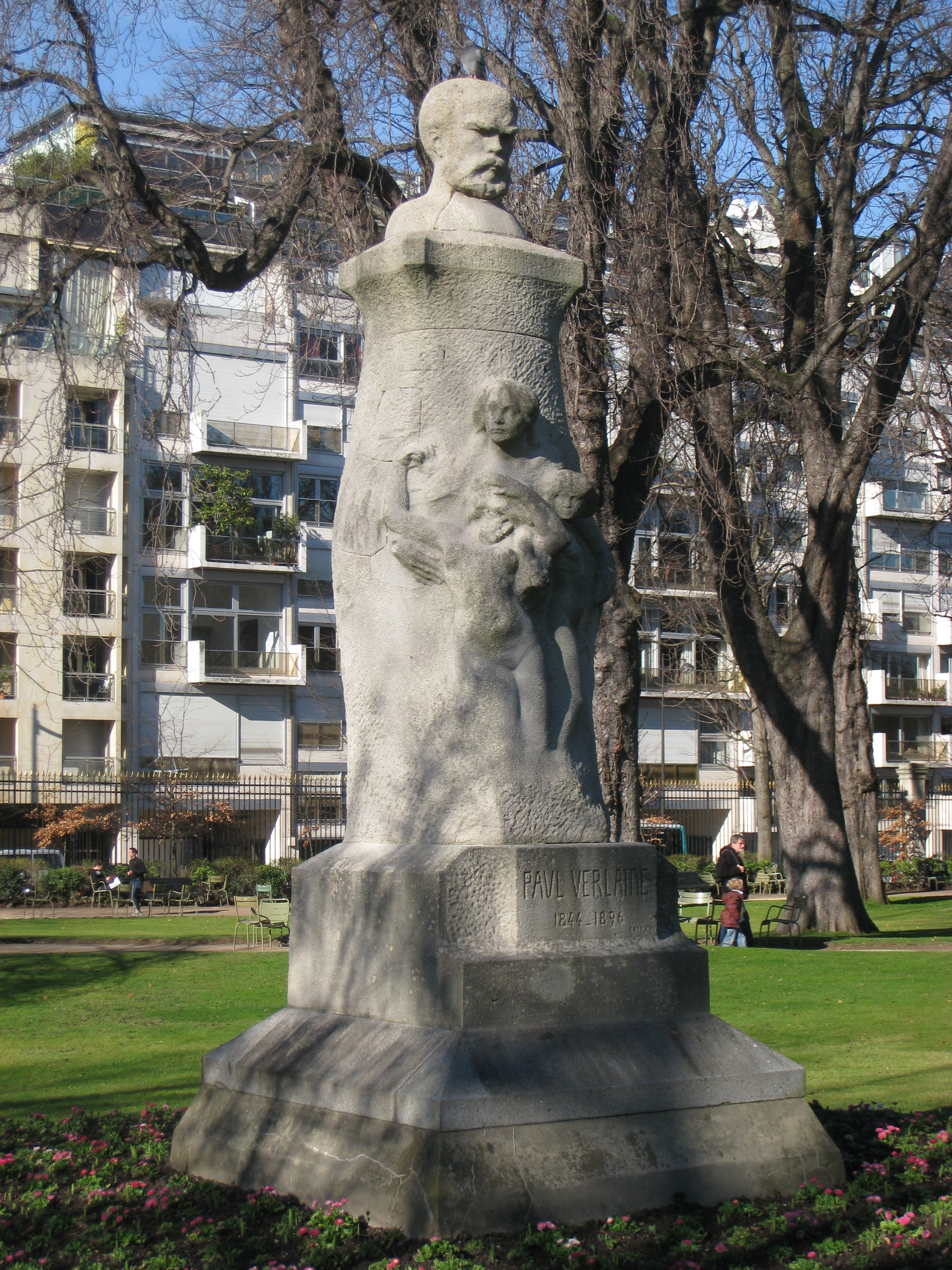
Rodo, Monument à Paul Verlaine (1911), Paris, jardin du Luxembourg.

Antonio de La Gandara réalisa à la demande de Robert de Montesquiou plusieurs esquisses du portrait de Verlaine, certaines desquelles sont consultables à Paris à la BnF et au musée des Beaux-arts de Nantes.

### Manuscrits

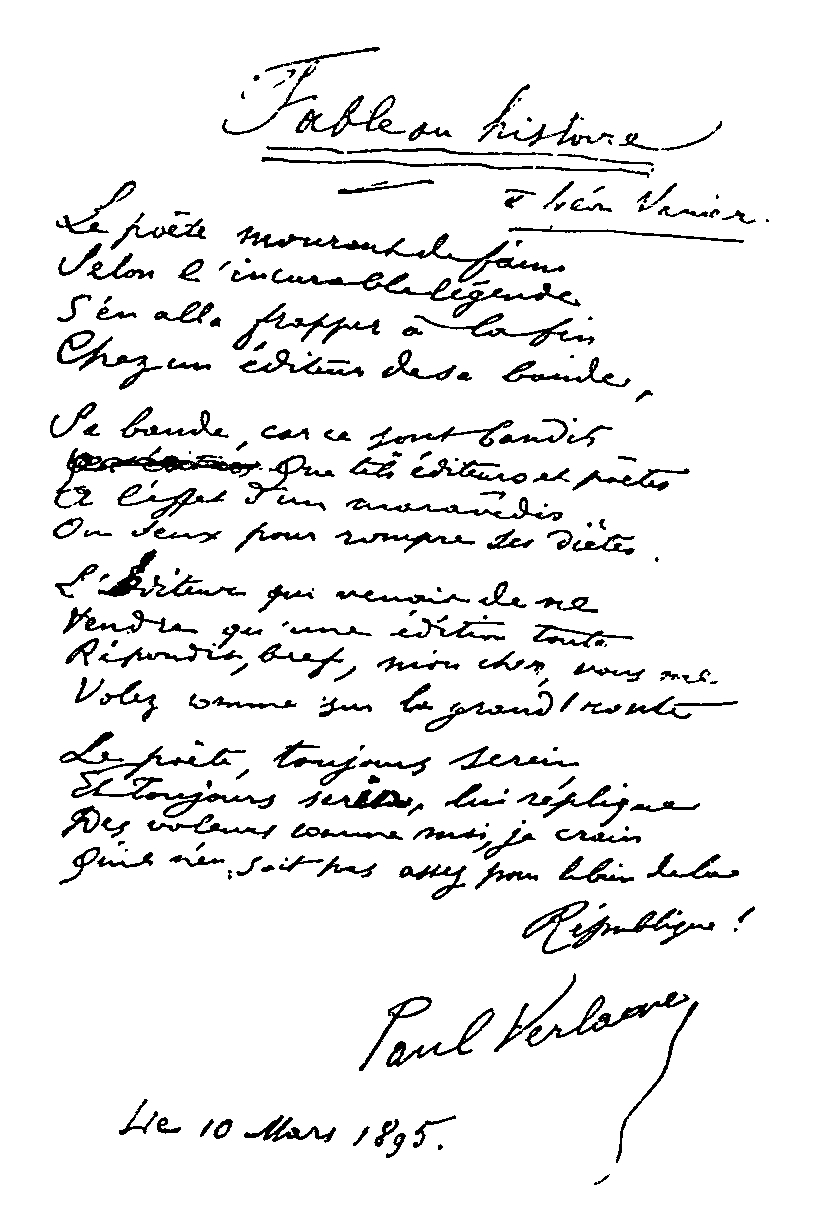
Fable ou histoire daté du 10 mars 1895 et publié dans le recueil Invectives en 1896. Manuscrit paru dans La Plume en 1896. Porte aussi le titre alternatif Anecdote.
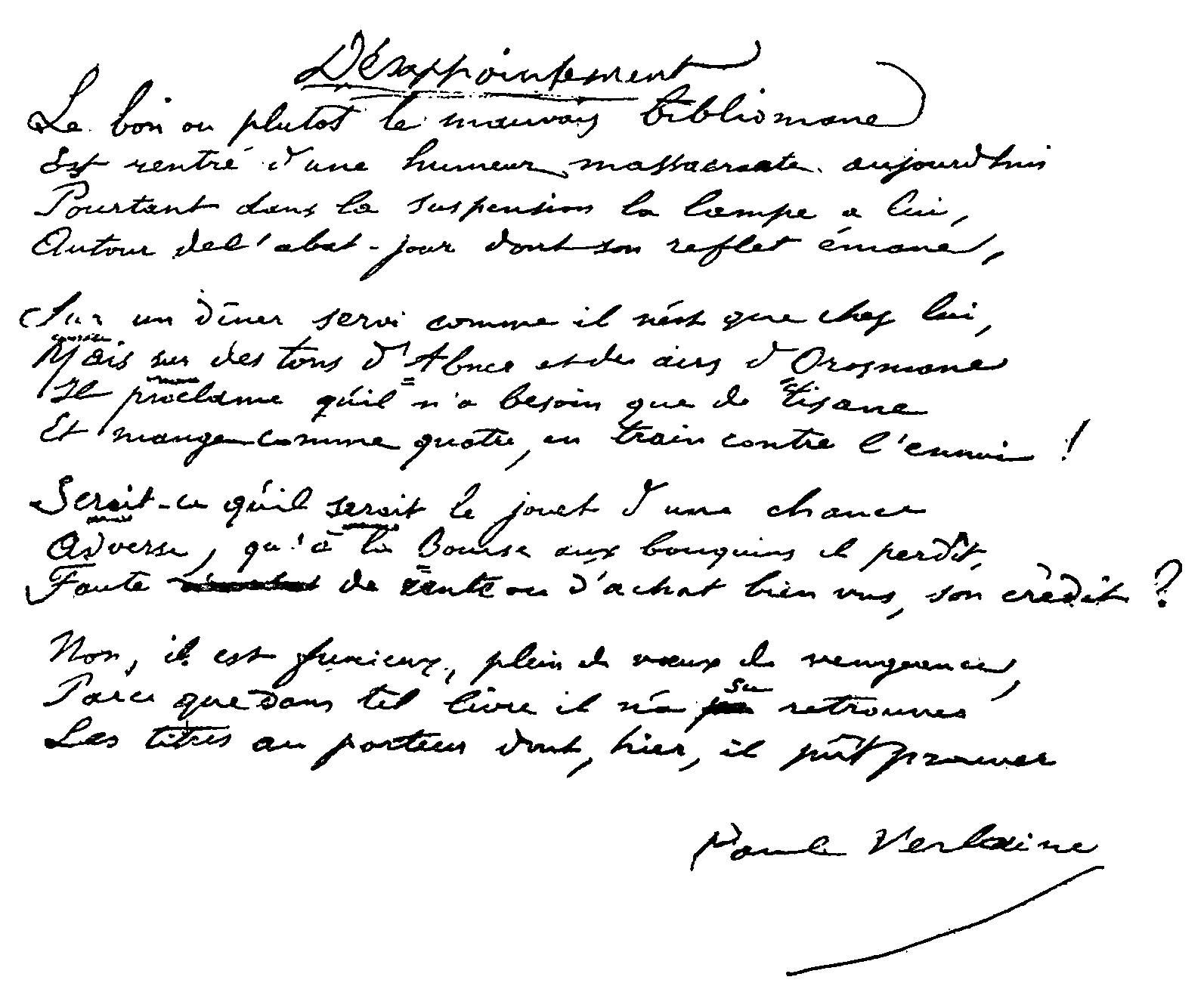
[Désappointement] publié en 1913 dans Biblio-sonnets, ce sonnet serait le dernier écrit par Verlaine avant sa mort. Manuscrit paru dans La Plume en 1896.

### Dessins

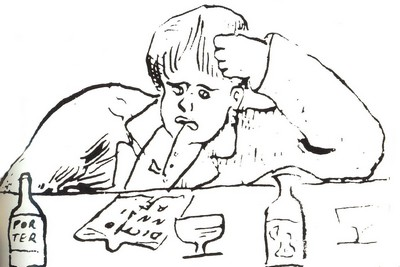
Portrait de Rimbaud par Verlaine.
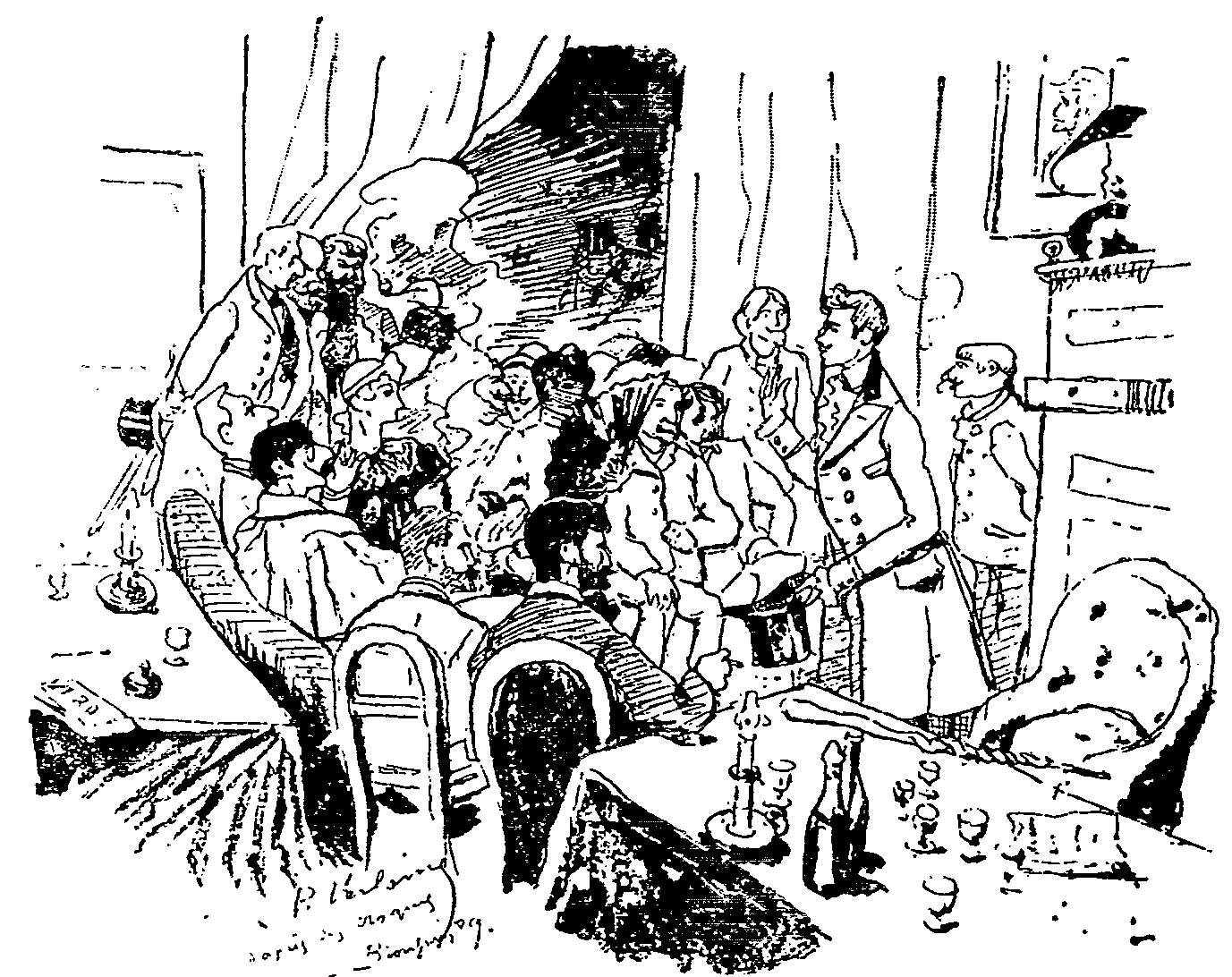
Dessin de Verlaine. Une soirée chez Verlaine à l'hôtel meublé de l'impasse Royer-Collard en 1889, paru dans La Plume en 1896.
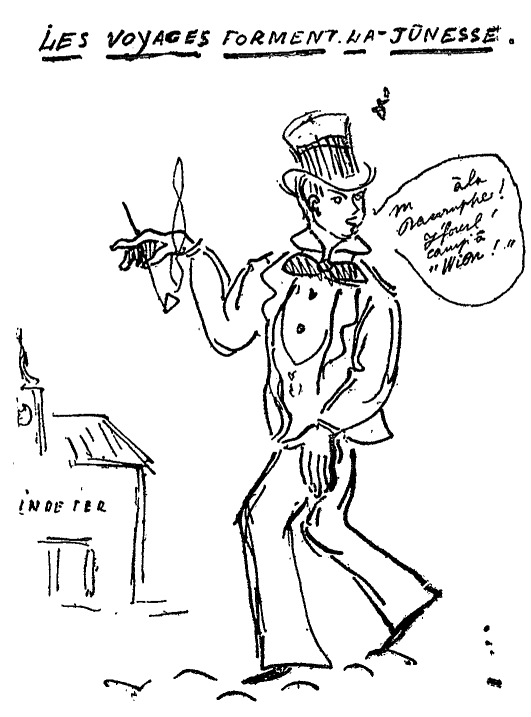
Portrait de Rimbaud par Verlaine. Les voyages forment la jeunesse, paru dans La Revue blanche en 1897.
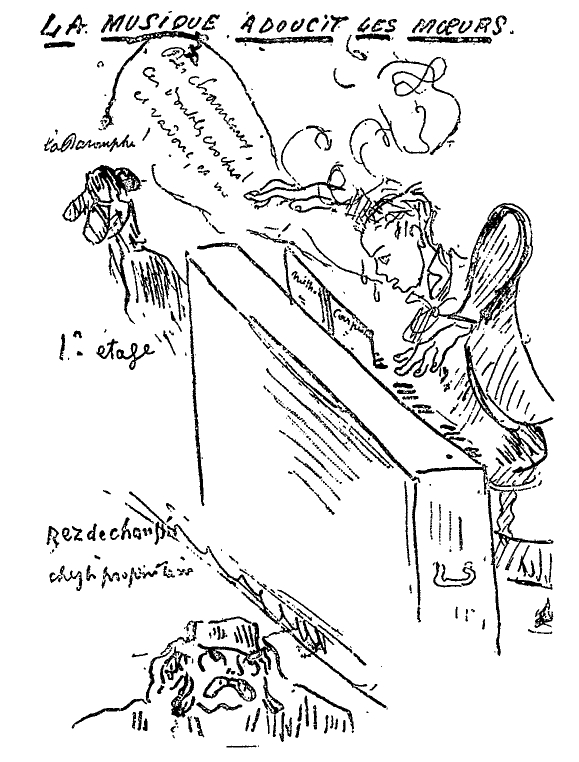
Portrait de Rimbaud par Verlaine. La musique adoucit les mœurs, paru dans La Revue blanche en 1897.
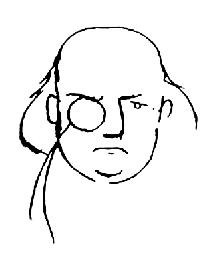
Caricature de Leconte de Lisle par Verlaine.

### Principales éditions modernes
- Œuvres poétiques complètes, texte établi et annoté par Y.-G. Le Dantec, Bibliothèque de la Pléiade, Gallimard, 1938 ; complété et présenté par Jacques Borel, 1962.
- Œuvres en prose complètes, texte établi, présenté et annoté par Jacques Borel, Gallimard, Bibliothèque de la Pléiade, 1972.
- Œuvres complètes, présentation chronologique d'après manuscrits, textes originaux et variantes, par Jacques Borel et Samuel Silvestre de Sacy, 2 vol., Paris, Le Club Du Meilleur Livre, 1959.
- Œuvres poétiques, textes établis avec chronologie, introductions, notes, choix de variantes et bibliographie par Jacques Robichez, Garnier, 1969.
- Verlaine et les siens, heures retrouvées : poèmes et documents inédits, André Vial, Nizet, 1975.
- Paul Verlaine, Nos murailles littéraires ; textes retrouvés, présentés et annotés par Michael Pakenham, Paris, l'Échoppe, 1997.
- Romances sans paroles, suivi de Cellulairement ; éd. critique établie, annotée et présentée par Olivier Bivort, Livre de poche, 2002.
- Paul Verlaine, Correspondance générale : I, 1857-1885, collationné, présenté et annoté par Michael Pakenham, Paris, Fayard, 2005.
- Paul Verlaine, Hombres/Chair Manuscrits, édition critique établie par Pierre-Marc de Biasi, Deborah Boltz et Seth Widden, Paris, Textuel, coll. « L'Or du Temps », 2009.
- Paul Verlaine-Arthur Rimbaud, Un concert d'enfers. Vies et poésies, édition établie et présentée par Solenn Dupas, Yann Frémy et Henri Scepi, Gallimard, coll. « Quarto », 2017, 1856 p. + 135 documents.

### Études
- Alain Baudot, « Poésie et musique chez Verlaine », Études françaises, vol. 4, n° 1, 1968, p. 31-54 (lire en ligne).
- Jacques-Henry Bornecque, Verlaine par lui-même, Collections Microcosme/Écrivains de Toujours (1966).
- Thomas Braun Paul Verlaine en Ardenne, Les Marches de l'Est, Paris, 1909.
- Alain Buisine, Verlaine. Histoire d'un corps, Tallandier, coll. « Figures de proue », 1995.
- Francis Carco, Verlaine, poète maudit, Albin Michel, 1948. Avec 16 planches hors-texte en blanc et noir par Cazals, Robert Vallès, etc.).
- Frédéric-Auguste Cazals et Gustave Le Rouge, Les Derniers Jours de Paul Verlaine, Paris, Mercure de France, 1911.
- Fernand Clerget, Paul Verlaine et ses contemporains par un témoin impartial, portrait par Gustave Bonnet, Bibliothèque de l'Association, 1897.
- Ernest Raynaud, "Paul Verlaine" suivi de "L'Art poétique de Paul Verlaine" et "Les Portraits de Paul Verlaine", En marge de La Mêlée Symboliste, Mercure de France, 1936, p. 57-111.
- Christophe Dauphin, « Paul Verlaine, un centenaire en clair-obscur », Poésie 1/Vagabondages, no 46, 2006.
- Christophe Dauphin, Verlaine ou les Bas-fonds du sublime, dessin de Daniel Pierre dit Hubert, postface de Jacques Taurand, éditions de Saint-Mont, 2006.
- Solenn Dupas, Poétique du second Verlaine. Un art du déconcertement entre continuité et renouvellement, Paris, Classiques Garnier, 2010[80]
- Guy Goffette, Verlaine d'ardoise et de pluie, Paris, Gallimard, coll. "L'Un et l'Autre", 1996. Une biographie romancée et impressionniste du poète.
- Edmond Lepelletier, Paul Verlaine sa vie, son œuvre, Paris, Mercure de France, 1907 (Wikisource).
- André Nolat, Trois poètes aux enfers (Baudelaire, Verlaine, Rimbaud), Vichy, Les Petits Livres Noirs, 2021  (ISBN 9791034385751)
- Pierre Petitfils, Album Verlaine, iconographie commentée, Gallimard, La Pléiade, 1981. 492 illustrations.
- Nicolas Pinon, Alcool, drogues et création artistique ? Essai de mise en perspective à travers la figure paradigmatique de Paul Verlaine, Louvain-la-Neuve, Presses Universitaires de Louvain, 2013  (ISBN 978-2-87558-243-0).
- Pierre Popovic, « Les deux ‘‘arts poétiques’’ de Paul Verlaine », Études françaises, vol. 29, no 3,‎ hiver 1993, p. 104 (lire en ligne)
- François Porché, Verlaine tel qu’il fut, Flammarion, 1933.
- Jean Teulé, Ô Verlaine !, 2004. Une version de la fin de Verlaine.
- Gilles Vannier, Paul Verlaine ou l'enfance de l'art, Paris, Champ Vallon, coll. « Champ poétique », 1993.

### Éditions illustrées
- Jadis et Naguère : édition avec lithographies de Georges Feher, Nouvelle Librairie de France, 1967, et avec 17 lithographies de Gabriel Dauchot, Le livre contemporain (1971).

- Les Poètes du Nord : la dernière conférence donnée par Verlaine au Procope en 1894, deux ans avant sa mort, que l'on croyait perdue et dont le texte a été retrouvé en 2018 par Patrice Locmant, qui en a établi l'édition (Gallimard, coll. « Blanche », 2019), accompagnée d'un poème retrouvé, de deux lettres inédites et de différents documents iconographiques (portraits de Verlaine au Procope par F.-A. Cazals, Auguste Bachi…).
- Verlaine, Oeuvres méchoisies, 2011, Nouvelle librairie du Peuple (par Jean Louir, pseudonyme de l'historien Jean-Louis Robert). Tirage limité à 100 exemplaires.

### Revues consacrées à Verlaine
- Revue Verlaine, Paris, Classiques Garnier, dir. Arnaud Bernadet, Bertrand Degott et Solenn Dupas, 18 numéros (revue annuelle).
- L'Actualité Verlaine, Metz, Les Amis de Verlaine, dir. Bérangère Thomas, 11 numéros (revue annuelle).

## Hommages

### Mise en musique
On retrouve la mise en musique des poèmes de Paul Verlaine dès la fin du XIXe siècle dans de nombreux genres musicaux, parmi lesquelles la musique classique, la chanson française, le jazz, ou encore le Rock...

### Spectacles
- 1995 : Rimbaud Verlaine d'Agnieszka Holland avec James Thierrée.
- 1996 : Hommage à Verlaine, spectacle pyromélodique de Jacques Couturier
- dans les années 2000, Michel Hermon crèe plusieurs spectacles sur Léo Ferré et sur les poètes que celui-ci a mis en musique (Verlaine, Rimbaud, Baudelaire).
- 2007 : Entre autres, monologue de Jean Rochefort accompagné à l'accordéon par Lionel Suarez au théâtre de la Madeleine.
- 2008 : Verlaine et Mathilde, spectacle de rue de Rodolphe Trouilleux et Jean Grimaud.
- 2009 : Un poète nommé Verlaine, de l'enfance messine aux salons parisiens, mise en scène poétique et musicale de Bérangère Thomas.
- 2011 : Verlaine, spectacle de Xavier Dumont et Philippe Derlet composé de textes du poète (poèmes, lettres, extraits de roman…) illustrés par sa biographie.

### Expositions
- 2015 : la ville de Mons ayant été nommée capitale européenne de la culture pour 2015, une exposition consacrée au poète, Verlaine, cellule no 252. Turbulences poétiques s'est tenue du 17 octobre 2015 au 24 janvier 2016 au musée des Beaux-Arts de Mons dans le cadre de Mons 2015[82]. Un ouvrage complémentaire à l'exposition est également édité.

### Musées
À Juniville (Ardennes), l'ancienne auberge du Lion d'Or que fréquentèrent Verlaine et Létinois de 1880 à 1882 abrite le musée Verlaine labellisé Maison des Illustres.
À Metz, en Moselle, La maison natale de Paul Verlaine (2 rue Haute-Pierre), devenue Maison d’écrivain et de Patrimoine littéraire et, depuis 2020, labellisée Maison des Illustres.